# Straßenbahn Görlitz
Die Straßenbahn Görlitz verkehrt seit dem 25. Mai 1882 in der Stadt Görlitz. Nach einigen Streckenstilllegungen verkehren heute noch zwei Linien auf einem Streckennetz von etwa 12 Kilometern Länge. Die Straßenbahn erschließt in weiten Teilen die Görlitzer Kernstadt und deren Stadtteile. Die umliegenden Ortsteile der Stadt und nicht an das Straßenbahnnetz angebundene Viertel werden durch den städtischen und regionalen Busverkehr an das Straßenbahnnetz angeschlossen.
Die Straßenbahn durchquert die Innenstadt in Nord-Süd-Richtung und tangiert dabei die historische Altstadt. Beide Straßenbahnlinien beginnen im nördlichen Stadtteil Königshufen und trennen sich an der Umsteigehaltestelle Bahnhof/Südausgang. Die Linie 1 führt weiter in Richtung Süden nach Weinhübel und die Linie 2 verkehrt weiter in Richtung Südwesten nach Biesnitz bis zum Fuß der Landeskrone. Der Straßenbahnverkehr in den westlichen Stadtteil Rauschwalde wurde 1986 eingestellt. Die letzte Streckenstilllegung fand im Jahr 2004 statt, als das relativ kurze Straßenbahnstück zwischen Heiligem Grab und der Schleife Virchowstraße/Klinikum durch die Stadtbuslinie B ersetzt wurde.

## Geschichte

### Planung
Die Geschichte der Görlitzer Straßenbahn begann Ende des 19. Jahrhunderts mit dem steigenden Bedarf nach öffentlichen Verkehrsmitteln. Erste konkrete Überlegungen zum Bau einer Straßen-Eisenbahn keimten bei den Stadtvätern 1872, jedoch kam es erst am 23. September 1881 zu einem Vertragsabschluss zwischen der Stadt, dem Ingenieur Paul Konzuczek und dem Bankier Moritz Goldstein, der den Betrieb einer städtischen Straßenbahn vorsah. Er hatte eine Laufzeit von 40 Jahren. Die Entscheidung fiel zunächst auf eine Pferdebahn in Normalspur (Spurweite: 1.435 mm).

### Die Pferdebahn

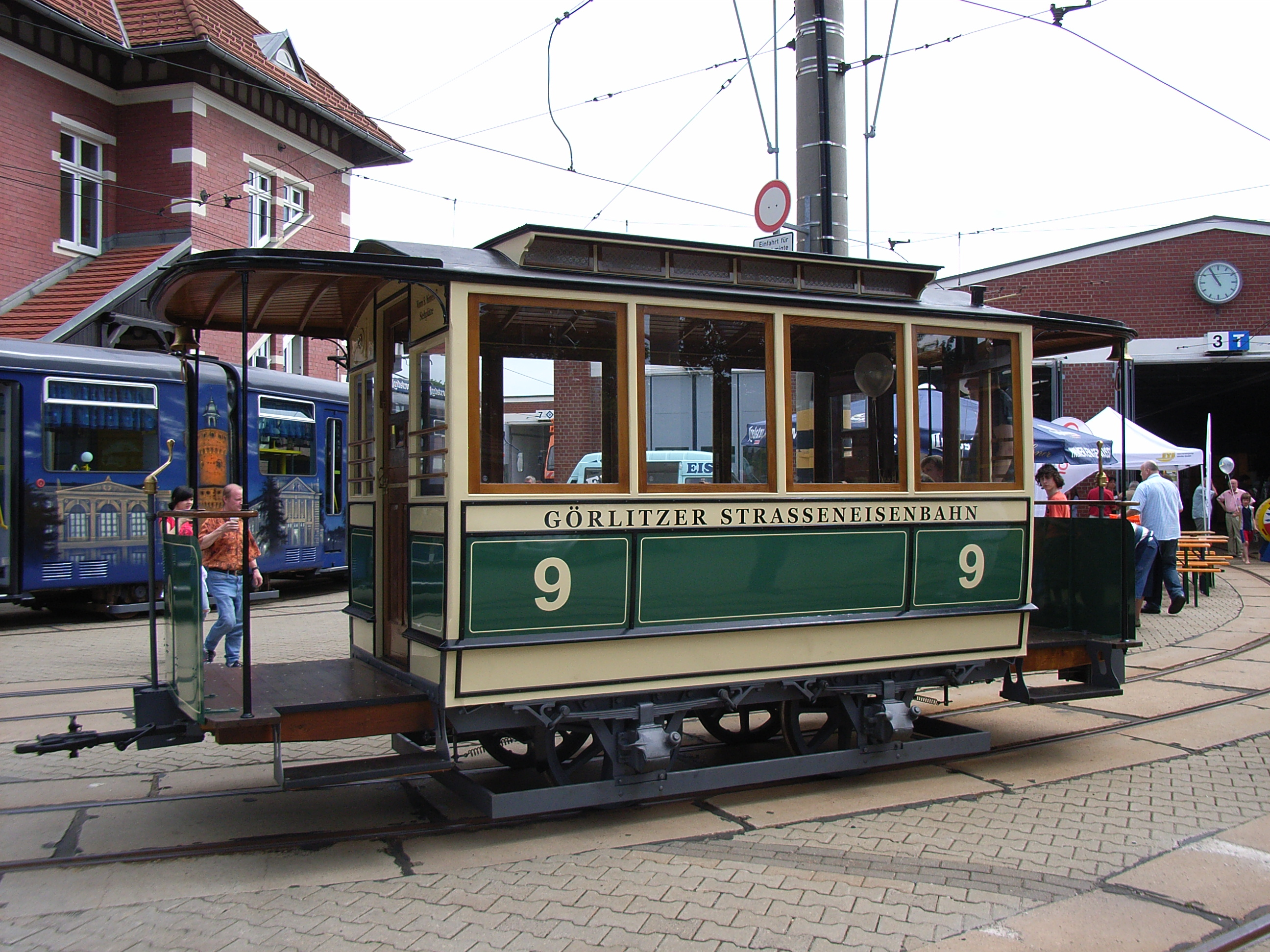
Restaurierter Pferdebahnwagen der Görlitzer Straßenbahn

Der Betrieb der Görlitzer Pferdebahn wurde am 25. Mai 1882 auf einem 3,2 km langen Teilstück zwischen Nicolaigraben und Bahnhof über die Hugo-Keller-Straße – Kaisertrutz – Obermarkt – Postplatz aufgenommen. Schon am 4. Juni 1882 wurde der Betrieb auf der zweiten Linie zwischen Kaisertrutz und Bahnhof über Klosterplatz – Mühlweg – Moltkestraße – Blockhausstraße aufgenommen. Die zweite Linie wurde noch im Juni 1882 um 1,3 km auf insgesamt 3,7 km bis zum Schützenhaus verlängert. Auf Grund der starken Steigung an der Blockhausstraße wurden die Wagen auf dieser Linie zum Teil dreispännig befahren. Zwischen Hotherstraße und Rothenburger Straße soll sich der Wagenschuppen in Fachwerkbauweise befunden haben. Der exakte Standort ist jedoch nicht mehr bekannt. Bekannt ist lediglich, dass die Pferde im Hof des Gasthofes „Zur goldenen Sonne“ auf dem Demianiplatz untergebracht waren.
| Linien der Pferdebahn 1882         |                                                                         |        |
| Linienbezeichnung ab 31. Dez. 1890 | Linienverlauf                                                           | Länge  |
| I                                  | Nicolaigraben – Grüner Graben – Postplatz – Bahnhof                     | 3,2 km |
| II                                 | Kaisertrutz – Moltkestraße – Bahnhof – Zittauer Chaussee – Schützenhaus | 3,7 km |

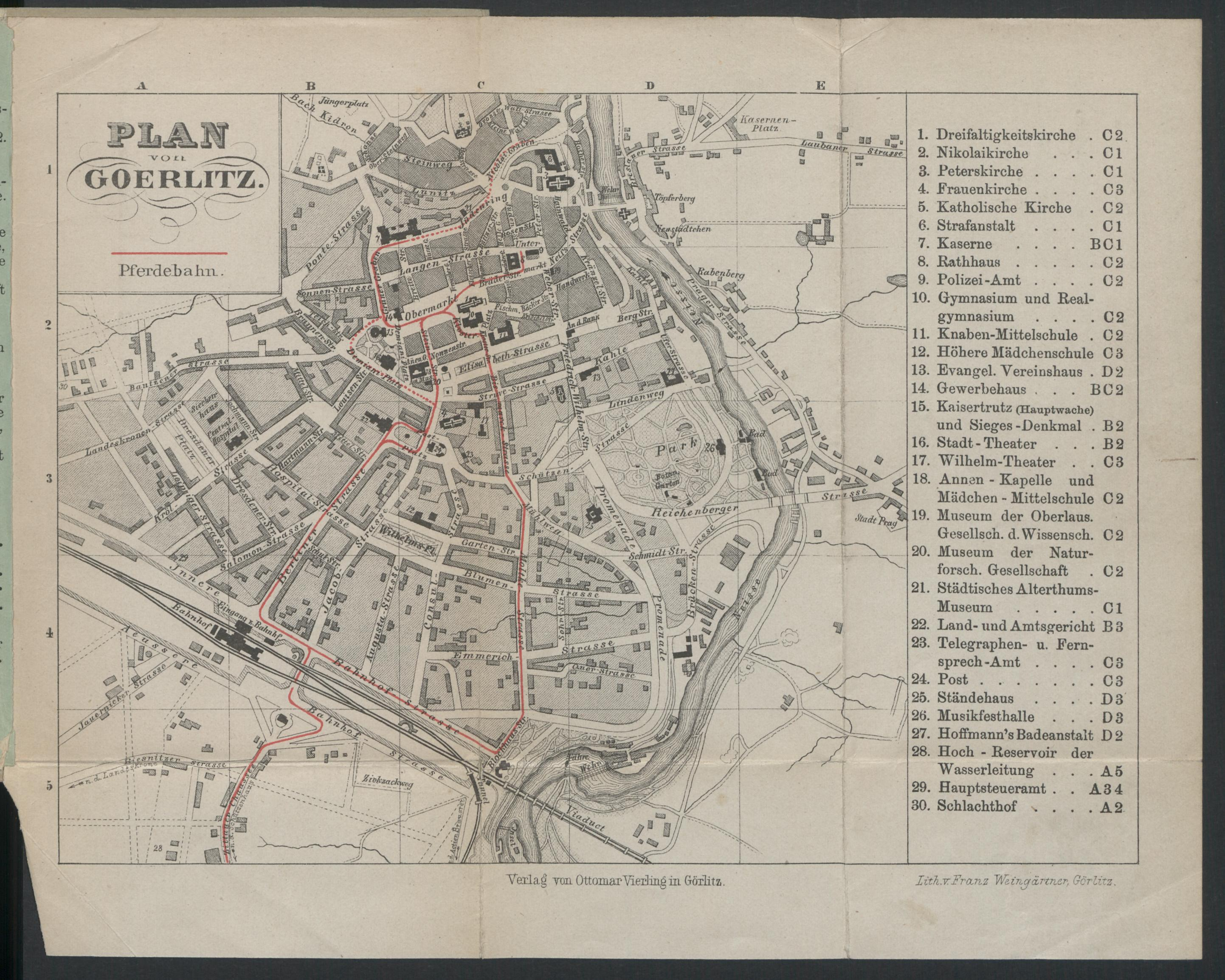
Liniennetzplan 1886

Am 12. Mai 1883 wurde ein weiteres 400 m langes Teilstück vom Klosterplatz entlang der Südseite des Obermarktes hin zum Untermarkt eröffnet. Die erste Stilllegung erfolgte bereits am 1. Oktober 1883. Dieser Abschnitt zwischen Nicolaigraben und Jägerkaserne wurde nur noch für Betriebsfahrten von und zur Wagenhalle bis 1889 genutzt. Im April 1889 mietete die Verkehrsgesellschaft ein Grundstück an der Bahnhofstraße 29 unmittelbar neben dem Hotel „Zur Post“ an und richtete dort ihre Betriebsanlagen ein.
Die vier Kilometer lange Ringbahn vom Bahnhof über die Blockhausstraße – Moltkestraße – Obermarkt – Kaisertrutz und über die Bautzner Straße – Landskronstraße – Leipziger Straße – Salomonstraße zurück zum Bahnhof wurde am 23. September 1890 in Betrieb genommen. Gleichzeitig wurde der Betrieb zwischen Kaisertrutz und Jägerkaserne eingestellt.
Das Netz bestand nun aus drei Linien:
| Liniennetz der Pferdebahn 1890 | |        |
| Linie                          | Linienverlauf                                                                                           | Länge  |
| I                              | Ringbahn: Bahnhof – Blockhaus – Moltkestraße – Obermarkt – Bautzner Straße – Leipziger Straße – Bahnhof | 3,8 km |
| II                             | Untermarkt – Obermarkt – Postplatz – Bahnhof                                                            | 2,4 km |
| III                            | Bahnhof – Zittauer Chaussee – Schützenhaus                                                              | 1,3 km |

1892 ging die Pferdebahn in den alleinigen Besitz des Berliner Bankiers Moritz Goldstein über und am 5. Juni des gleichen Jahres wurde eine Pferdebuslinie zwischen dem Jüdischen Friedhof und dem Fuß der Landeskrone eröffnet. Inwieweit diese jedoch zum Eigentum der Pferdebahn gehörte ist in Vergessenheit geraten. Die Straßenbahn besaß nun 12 Wagen, 58 Pferde und hatte eine Streckenlänge von 6,9 km bei einer Gleislänge von 7,4 km erreicht. Sie beförderte vom 1. Juni 1893 bis zum 31. Mai 1894 730.000 Fahrgäste und im Jahr darauf sogar 4.000 Fahrgäste mehr.
Am 1. Oktober 1896 übernahm die Allgemeine Elektricitäts-Gesellschaft (AEG) aus Berlin den Betrieb.

### Elektrifizierung und Umspurung

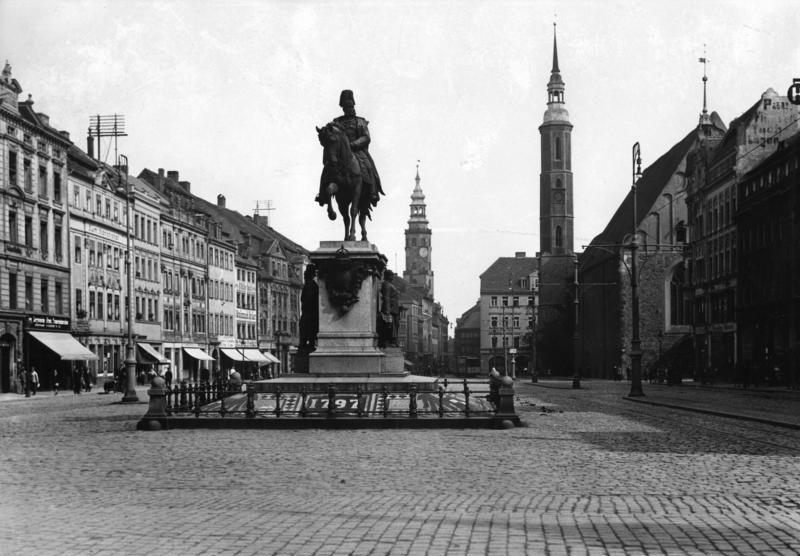
Oberleitungsmasten auf der Südseite (auf dem Bild rechts) des Obermarktes

Mit der Übernahme der AEG begannen die Vorbereitungen zur Umstellung auf elektrischen Betrieb und eine Umspurung auf Meterspur (Spurweite: 1000 mm). Die nötige Genehmigung des Liegnitzer Regierungspräsidiums wurde am 27. August 1897 erteilt und der Vertrag mit einer Geltungsdauer von 40 Jahren mit der Bedingung unterschrieben, dass das Netz binnen eines Jahres elektrifiziert wird. Die AEG lieferte und installierte die elektrischen Anlagen für die Fahrleitung (500 V Gleichspannung), für die Stromversorgung sowie die elektrische Ausrüstung der Straßenbahnwagen. Die Wagen wurden in der Görlitzer Waggonfabrik Lüders gebaut.
Am 1. Dezember 1897 fand die feierliche Eröffnung des elektrischen Straßenbahnbetriebs statt. Mit Sonderwagen wurde das gesamte Netz abgefahren. Die Gäste konnten auch das Depot an der Zittauer Straße besichtigen. In den folgenden Tagen wurden nacheinander alle drei Linien freigegeben. Der elektrische Betrieb wurde am 2. Dezember auf der Ringbahnlinie, am 5. Dezember auf der Linie Untermarkt – Schützenhaus und am 9. Dezember schließlich der Linie Rauschwalder Straße – „Stadt Prag“ aufgenommen. Die neue Linie III begann an der Rauschwalder Straße, am späteren Bahnhof der Görlitzer Kreisbahn und führte über den Demianiplatz, vorbei an der Stadthalle und hinüber in die Ostvorstadt über die Reichenberger Brücke (heute: Stadtbrücke) bis zum Gasthof „Stadt Prag“. Eine weitere Netzausdehnung erfolgte am 20. Mai 1898 mit der Aufnahme des Betriebes zwischen der Sattigstraße und dem Jüdischen Friedhof über den Sechsstädteplatz in der sich gerade im Ausbau befindlichen Südstadt. Der Sechsstädteplatz wurde zunächst jedoch noch nicht diagonal gequert, sondern die Umfahrung fand über die Verlängerung der Kamenzer Straße statt. Ab 1906 kam eine zweite Umfahrung für die Gegenrichtung über die Biesnitzer Straße und die Verlängerung der Kunnerwitzer Straße hinzu. Ab dem Jüdischen Friedhof verkehrten noch bis zur Eröffnung des letzten Gleisteilstückes 1899 der Pferdeomnibus weiter zur Landeskrone.
| Liniennetz der Elektrischen 1898 |                                                                                    |        |
| Linie                            | Linienverlauf                                                                      | Länge  |
| I                                | Untermarkt – Obermarkt – Bahnhof – Zittauer Straße – Schützenhaus                  | 2,8 km |
| II                               | Ringbahn: Bahnhof – Blockhaus – Moltkestr. – Obermarkt – Bautzner Straße – Bahnhof | 3,8 km |
| III                              | Rauschwalder Straße – Demianiplatz – Gasthof „Stadt Prag“                          | 5,3 km |
| IV                               | Postplatz – Bahnhof – Südstadt – Jüdischer Friedhof                                | 4,3 km |

### Betrieb durch die ALOKA (1900 bis 1945)

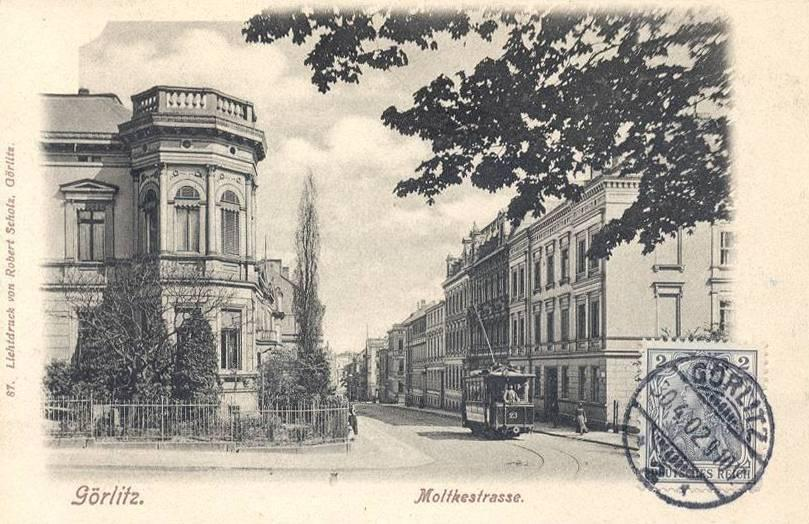
Straßenbahnwagen 23 auf der Ringbahnlinie II in Richtung Bahnhof am südlichen Ende der Moltkestraße (heute: James-von-Moltke-Straße)

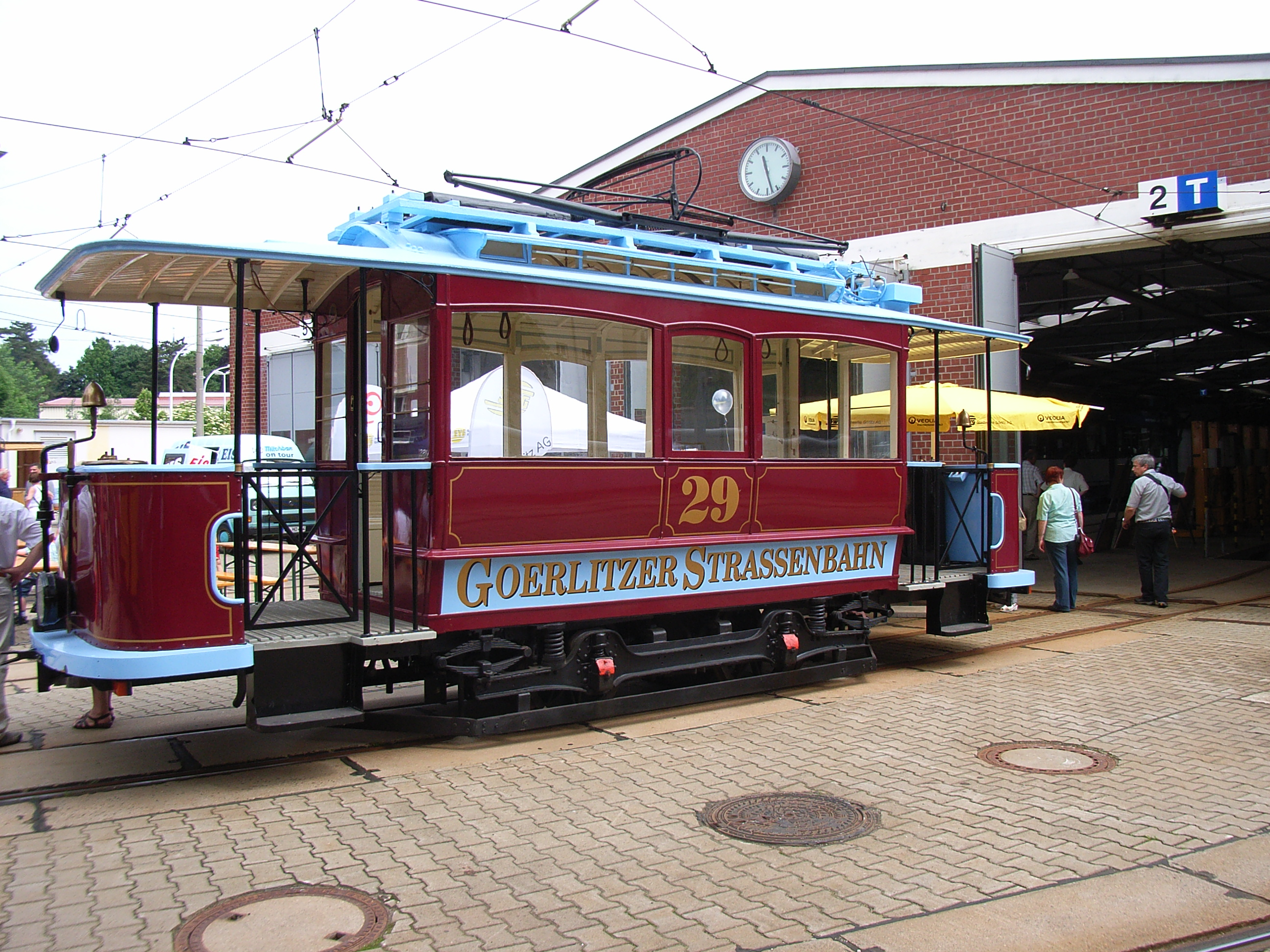
Aus dem zuletzt als Arbeitswagen genutzten Wagen 103 entstand 1971 der historische Wagen 29. Er entspricht bis auf Farbgebung und Nummer dem Bromberger Wagen ab 1911.

1899 beschloss die AEG jedoch den Betrieb abzutreten an die Allgemeine Lokal- und Straßenbahngesellschaft AG (ALOKA) (ab 1923 Allgemeine Lokalbahn und Kraftwerke AG (ALOKA)), an der sie die Aktienmehrheit besaß. In deren Besitz blieb der Betrieb vom 1. Januar 1900 bis zum Kriegsende im Mai 1945. Der neue Betreiber begann 1901 mit dem Bau eines neuen Depots an der Zittauer Straße. Das Depot wurde jedoch nicht zwischen die vorhandene Bebauung eingefügt, wie teilweise vermutet, sondern entstand im Rahmen eines die Bauumgebung einschließenden Bebauungsplans. Das Depot hatte schon damals zwei Zufahrten von der Zittauer Straße und verfügte über neun Abstell- und Wartungsgleise sowie einen Werkstattbereich.
Am 18. Mai 1900 wurde die Linie III in der Oststadt, jenseits der Neiße, vom Gasthof „Stadt Prag“ über die Schenkendorffstraße nach Moys um 1,9 km verlängert. Die Ausdehnung des Streckennetzes östlich der Neiße erreichte damit ihr Maximum. Im Sommer 1905 fand die Niederschlesische Gewerbe- und Industrieausstellung auf dem Friedrichsplatz an der Ruhmeshalle statt. Insgesamt zählte man 1½ Millionen Besucher – die Görlitzer Straßenbahn transportierte in jenem Jahr über 400.000 zusätzliche Fahrgäste. Für die Anbindung des Ausstellungsgeländes wurde ein 250 m langes Anschlussgleis in der Victoriastraße und eine zusätzliche Ausweiche in der Schmidt-Straße verlegt. Für den erwarteten Mehrverkehr hatte man sich 5 Trieb- und 9 Beiwagen von anderen ALOKA-Betrieben ausgeliehen, wie zum Beispiel aus Bromberg. Einige gingen später in den Görlitzer Wagenpark über und blieben teilweise lange erhalten.
Seit 1906 verwendete man für die Linienbezeichnung arabische Ziffern. Mit der Eröffnung eines neuen 1,6 km langen Teilstückes zwischen Demianiplatz und dem neuen Krankenhaus über den Grünen Graben am 20. Dezember 1907 wurde auch eine Umstrukturierung des Liniennetzes notwendig.
| Liniennetz 1907 |                                                                                  |        |
| Linie           | Linienverlauf                                                                    | Länge  |
| 1               | Krankenhaus – Heiliges Grab – Bahnhof – Zittauer Str. – Schützenhaus             | 4,0 km |
| 2               | Ringbahn: Bahnhof – Blockhaus – Obermarkt – Bautzner Straße – Bahnhof            | 3,8 km |
| 3               | Rauschwalder Straße – Demianiplatz – „Stadt Prag“ – Moys                         | 5,4 km |
| 4               | Untermarkt – Obermarkt – Postplatz – Bahnhof – Südstadt – Biesnitz – Landeskrone | 5,2 km |

Mit dieser Erweiterung hatte die Görlitzer Straßenbahn eine Streckenlänge von 16,1 km erreicht. In den folgenden Jahren fuhren mit den Linien 1 und 2 jeweils knapp 500.000, mit den Linien 3 und 4 etwa 1.000.000 Fahrgäste pro Jahr. Im Geschäftsjahr 1913 wurde mit 3,3 Millionen beförderten Personen die bisher höchste Fahrgastzahl erreicht. Die 35 Triebwagen legten 1,2 Millionen Kilometer zurück. Der Beiwagenbetrieb war damals wie in vielen deutschen Städten ein reines Saisongeschäft. Die 25 Beiwagen kamen zusammen gerade auf 117.032 km.
Mit dem Anfang der ALOKA-Betriebsführung wurde ein Zahlkastensystem eingeführt, bei dem eine normale Fahrt 10 Pfennig kostete. Im April 1914 wurde das Zahlkastensystem durch den Schaffnerbetrieb auf allen Linien abgelöst, musste jedoch mit Beginn des Ersten Weltkrieges und dem damit einhergehenden Personalmangel wieder eingestellt werden. Ob dies auch ein Grund für Stilllegung der Ringbahn 1915 war, ist unbekannt. Bekannt ist aber, dass nicht mehr benötigtes Gleismaterial der Ringbahntrasse bis in die Mitte der 1920er Jahre noch für den Bau von Neubaustrecken verwendet wurde.
| Liniennetz 1918 |                                                           |
| Linie           | Linienverlauf                                             |
| 1               | Krankenhaus – Bahnhof – Schützenhaus                      |
| 2               | Untermarkt – Postplatz – Bahnhof – Biesnitz – Landeskrone |
| 3               | Rauschwalder Straße – Demianiplatz – Stadthalle – Moys    |

Mit der Abnahme der Güteranschlussgleise für die Straßenbahn am 24. Juni 1918 in das Areal des Krankenhauses, am Kreisbahnhof an der Rauschwalder Straße und am Demianiplatz öffnete sich ein neues Kapitel der Görlitzer Straßenbahn – der Güterverkehr auf den Straßenbahnschienen, so zum Beispiel für den Kohletransport zwischen Güterbahnhof und Krankenhaus. Weitere Gleisanschlüsse waren geplant, wurden aber nicht realisiert.
Nach dem Ersten Weltkrieg kam es im Oktober 1921 zur nächsten Netzerweiterung um 1,7 km zwischen dem Kreisbahnhof Rauschwalder Straße und dem westlichen Vorort Rauschwalde. Anlass für die Erweiterung war die zunehmende Bautätigkeit an der Reichenbacher Straße und Reichertstraße sowie der starke Bevölkerungsanwuchs in Rauschwalde.

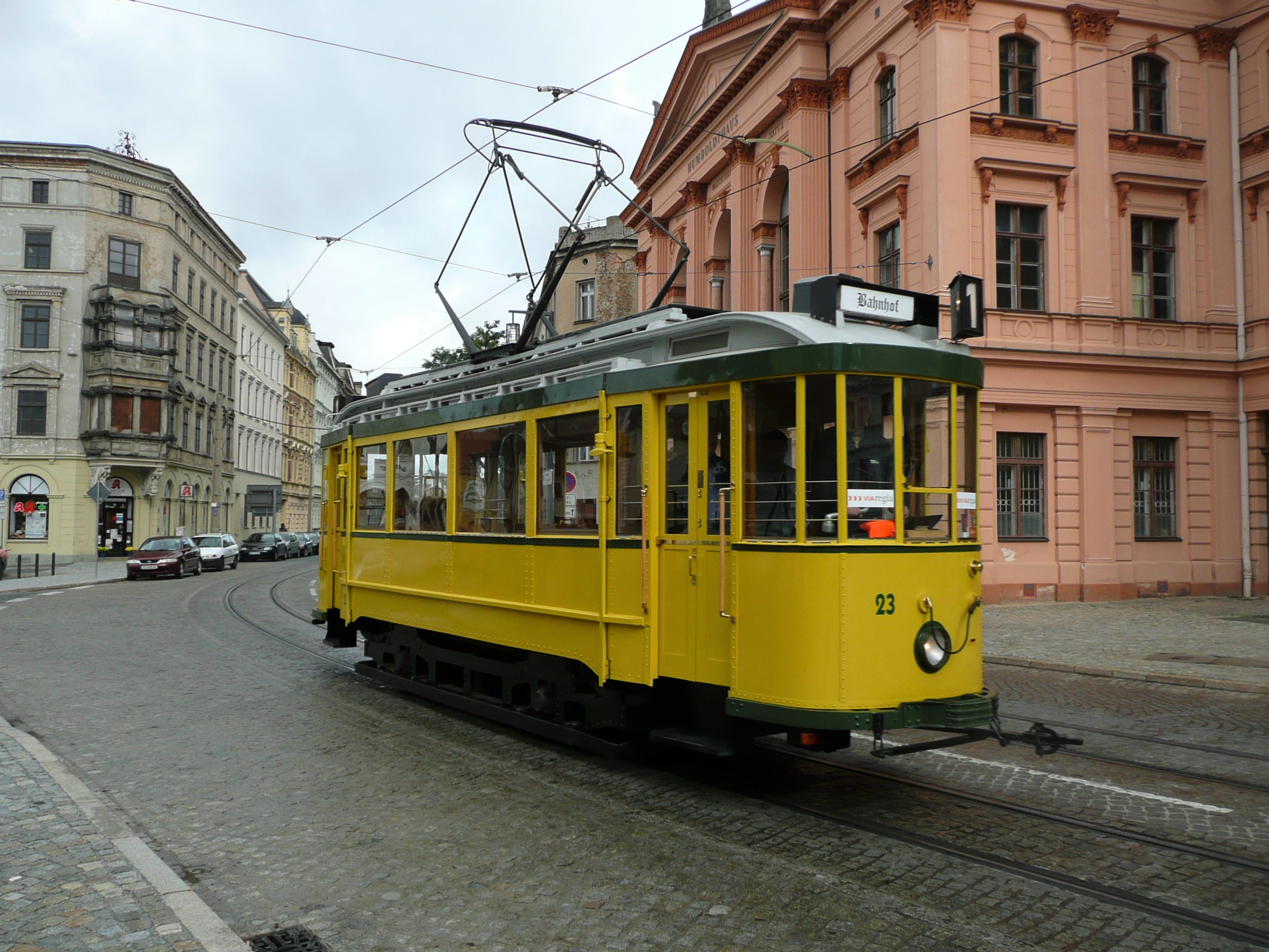
Restaurierter WUMAG-Triebwagen

In den Krisenjahren der Weimarer Republik 1923/24 konnten nur drastische Sparmaßnahmen, u. a. starke Reduzierung der Taktfolgen, eine Schließung des Straßenbahnbetriebes verhindern. Auf Dauer konnte jedoch mit dem veralteten Wagenpark kein attraktiver Nahverkehr mehr bestritten werden. Dies führte in den Folgejahren zu einer Neubeschaffung von Wagen und einer grundlegenden Modernisierung vor allem des Triebwagenparks. Die ALOKA bestellte daher am 31. Januar 1925 zunächst drei moderne Triebwagen bei der WUMAG, die aus der Waggonbaufabrik Lüders hervorging. Sie gingen als WUMAG-Triebwagen in die Geschichte ein.
1928 wurden 26 Triebwagen, 25 Beiwagen, 6 Güterwagen und 8 Spezialwagen gezählt. Das Unternehmen bot 133 Beschäftigten Lohn und Brot und beförderte 1928 exakt 4.138.294 Fahrgäste.
Der Streckenabschnitt in den südlichen Vorort Leschwitz (ab 1936 Weinhübel) wurde am 7. August 1930 eingeweiht. Die Linie 1 verlief nun vom Schützenhaus weiter den Weinberg hinunter, vorbei an der Gaststätte „Zeltgarten“, immer weiter die Zittauer Straße entlang bis zur Endstation am ehemaligen Schweizer Haus.
| Liniennetz 1930 |                                                  |        |
| Linie           | Linienverlauf                                    | Länge  |
| 1               | Krankenhaus – Bahnhof – Schützenhaus – Leschwitz | 5 km   |
| 2               | Untermarkt – Postplatz – Bahnhof – Landeskrone   | 7,5 km |
| 3               | Rauschwalder Straße – Demianiplatz – Moys        | 5 km   |

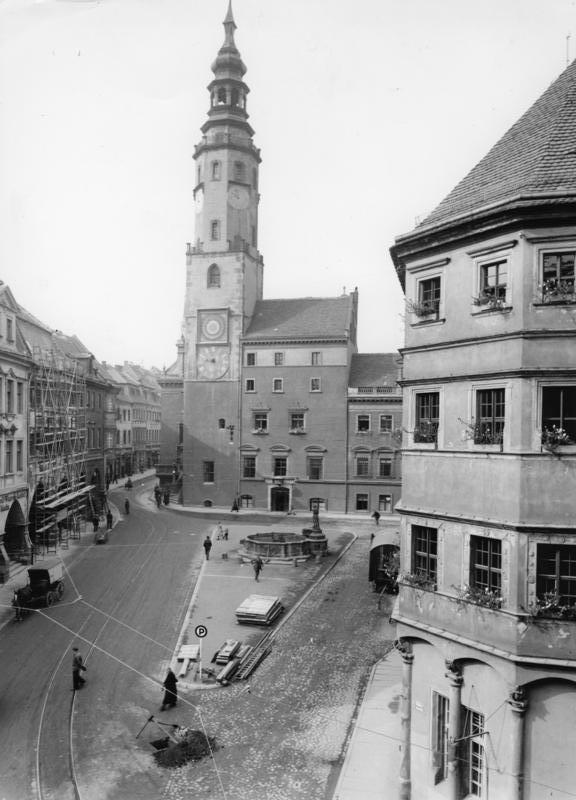
1930 verliefen die Gleise der Straßenbahn noch bis zum Untermarkt (rund um die mittlere Zeile)

Mitte der 1930er Jahre kam es auf Grund eines höheren Verkehrsaufkommens zu einem weitgehend zweigleisigen Ausbau in der Innenstadt und auch zur Änderung der Linienführungen, z. B. am Postplatz. Er erhielt ein Wendedreieck, das nun Abfahrten in alle Richtungen möglich machte. Von da an diente auch der Demianiplatz als Zentralhaltestelle. Vor dem Bahnhof wurde aus ähnlichem Grund, nämlich dem zunehmenden Kraftfahrzeugverkehr, die Bahnhofstraße verbreitert und damit auch die Gleise modernisiert. Der Bahnhofsvorplatz verlor damals unter anderem seine Pavillons und Grünanlagen. Auch außerhalb des Zentrums kam es zu Veränderung, so querte ab 1937 die Straßenbahn den Sechsstädteplatz diagonal und die Streckenführung über die Rauschwalder Straße zwischen Landskronstraße und Kreisbahnhof wurde nun auf die neue Trasse über den Brautwiesenplatz und die Brautwiesenstraße verschoben. 1939 fiel die Strecke über den Obermarkt hin zum Untermarkt der Neugestaltung beider Plätze zum Opfer.
Ab 1938 verkehrte wieder eine Buslinie, sie verlief vom Krankenhaus über den Bahnhof und die Reichenberger Brücke in den Ostteil der Stadt zur Frontkämpfersiedlung und weiter nach Leopoldshain. Wenig später erfolgte noch eine Verlängerung vom Krankenhaus bis zum Flugplatz Görlitz.
Das neue Liniennetz verfügte zeitweilig neben den drei Hauptlinien auch über zwei Verstärkerlinien. Die Linie 4 verstärkte die Linie 2 zwischen Büchtemannstraße (Jüdischer Friedhof) und damaliger Hagspihlstraße (heute: Heilige-Grab-Straße, etwa in der Höhe des Abzweigs nach Königshufen). Die Linie 5 verstärkte die Linien 1 und 3 zwischen Kreisbahnhof und Gasthof „Stadt Prag“.
| Liniennetz 1939       |                                                                                        |
| Linie                 | Linienverlauf                                                                          |
| 1                     | Rauschwalde – Kreisbahnhof – Demianiplatz – Bahnhof – Weinhübel                        |
| 2                     | Krankenhaus – Hagspihlstraße – Demianiplatz – Bahnhof – Büchtemannstraße – Landeskrone |
| 3                     | Demianiplatz – Gasthof „Stadt Prag“ – Moys                                             |
| 4 (Verstärkerverkehr) | Hagspihlstraße – Demianiplatz – Bahnhof – Büchtemannstraße                             |
| 5 (Verstärkerverkehr) | Kreisbahnhof – Demianiplatz – Gasthof „Stadt Prag“                                     |

Mit Beginn des Zweiten Weltkrieges, ähnlich wie beim Ersten Weltkrieg, kam es zu einer Personalknappheit, die diesmal nicht mit Personaleinsparungen, sondern überwiegend durch französische Kriegsgefangene und die Vergrößerung des Taktes gedeckt wurde. Die überdurchschnittliche Belastung, geringere Wartung und Materialmangel führten zu starkem Verschleiß der Betriebsmittel. Aus Angst vor möglichen Luftangriffen wurde eine dezentrale Abstellung der nicht im Einsatz befindlichen Wagen verfügt, sowie aus Verdunkelungsgründen die Innenbeleuchtung durch blaue Lampen ersetzt und die Frontscheinwerfer mit Schlitzmasken abgedeckt, ähnlich wie bei Kraftfahrzeugen. Jedoch wurden diese Vorkehrungen in Görlitz nie ernsthaft benötigt.
| Liniennetz November 1944 | |
| Linie                    | Linienverlauf |
| 1                        | Rauschwalde – Kreisbahnhof – Demianiplatz – Bahnhof – Weinhübel (15-Min-Takt, ab 20 Uhr 30-Min-Takt)                                |
| 2                        | Landeskrone – Büchtemannstraße – Bahnhof – Demianiplatz – Gasthof „Stadt Prag“ – Moys (15-Min-Takt, ab 20 Uhr 30-Min-Takt)          |
| 3                        | Krankenhaus – Hagspihlstraße – Demianiplatz (– Gasthof „Stadt Prag“) (15-Min-Takt, ab 20 Uhr nur Krkhs. – Demianiplatz 30-Min-Takt) |

### Nachkriegszeit und Wiederaufbau
In den ersten Nachkriegsjahren zählte Görlitz über 100.000 Einwohner, unter ihnen viele Flüchtlinge aus Schlesien und anderen Gebieten östlich der Neiße. Der Ostteil der Stadt war unter polnische Verwaltung gestellt worden. Die Reichenberger Brücke, die auch die Straßenbahn auf ihrem Weg nach Moys nutzte, wurde am 7. Mai 1945 von der Wehrmacht gesprengt und somit auch das östlich der Neiße gelegene Straßenbahnnetz vom Hauptnetz getrennt. Dieser Streckenabschnitt wurde trotz Überlegungen in der jüngeren Zeit nicht wieder reaktiviert. Der Krieg endete auch im westlichen Teil der Stadt am 9. Mai mit einer Stilllegung der Straßenbahn. Einige Streckenabschnitte, wie z. B. am „Jakobstunnel“ oder der Jakobuskirche, waren nach Artillerietreffern unbefahrbar. Am 2. Juni begannen acht Arbeiter mit den erforderlichen Aufräumarbeiten und Reparaturen an Trassen und Wagenmaterial. Kurz darauf verkehrten wieder zwei Linien auf kürzeren Streckenabschnitten im 20-Minuten-Takt. Linie 1 verkehrte zwischen Demianiplatz und Schützenhaus, Linie 2 zwischen Büchtemannstraße und Stadthalle. Ab Juli 1945 konnten die nächsten Abschnitte wiedereröffnet werden. So fuhren nun wieder Züge mit Beiwagen zwischen Rauschwalde und Weinhübel bzw. Landeskrone und Stadthalle.
Am 1. Februar 1946 wurde eine neue Linien- und Tarifstruktur eingeführt.
| Liniennetz 1946 |                                                                           |
| Linie           | Linienverlauf                                                             |
| 1               | Rauschwalde – Demianiplatz – Bahnhof – Weinhübel                          |
| 2               | Krankenhaus – Demianiplatz – Bahnhof – Büchtemannstraße – Landeskrone     |
| 3               | Stadthalle – Platz der Befreiung (Postplatz) – Bahnhof – Büchtemannstraße |

Zum Einsatz kamen nun auch Wagen im Sonder- und Spätverkehr. So gab es eine Schnelllinie „S“ zwischen Rosa-Luxemburg-Straße in Rauschwalde und Demianiplatz. Sie hielt nur an wenigen Haltestellen und diente hauptsächlich dem Berufsverkehr. E-Wagen pendelten zu besonderen Anlässen, wie beispielsweise Boxkämpfen in der Stadthalle, Fußballspielen auf der Eiswiese unweit der Haltestelle Büchtemannstraße oder Zirkusveranstaltungen am „Haus der Jugend“ (ehemals Schützenhaus). Meist verkehrten sie zwischen Platz der Befreiung (Postplatz) und dem jeweiligen Veranstaltungsort.

### Vom WUMAG-Triebwagen bis zum Tatra KT4D (1949 bis 1990)
In der Anfangszeit übernahm die Verwaltung das „Kommunale Wirtschaftsunternehmen“ (KWU), eine Gesellschaftsform ähnlich der kommunalen Stadtwerke. Am 30. Juni 1946 ging der Betrieb in einen VEB(K) Volkseigenen Betrieb der Stadt Görlitz über. Mit dem WUMAG-Wagen Nummer 30 begann 1950 die systematische Aufarbeitung der verschlissenen Wagen.
Nach dem Fahrplan von 1956 verkehrten in Görlitz wieder fünf Straßenbahnlinien, darunter drei Hauptlinien und zwei Linien im Verstärkungsverkehr. Ein Kuriosum war, dass die Linien 2 und 3 den gleichen Verlauf hatten, nur der Takt um 7½ bzw. 10 Minuten versetzt war. Die Linie 4 verstärkte auf einem Teilabschnitt die Linie 1.
| Liniennetz und -takt 1956 |                                                                                   |           |
| Linie                     | Linienverlauf                                                                     | Takt      |
| 1                         | Rauschwalde – Demianiplatz – Bahnhof – Goethestraße (Haus der Jugend) – Weinhübel | 15/20 min |
| 2                         | Krankenhaus – Demianiplatz – Bahnhof – Büchtemannstraße – Landeskrone             | 15/20 min |
| 3                         | Krankenhaus – Demianiplatz – Bahnhof – Büchtemannstraße – Landeskrone             | 15/20 min |
| 4                         | Rosa-Luxemburg-Straße – Demianiplatz – Bahnhof – Goethestraße (Haus der Jugend)   | 20 min    |
| 5                         | Demianiplatz – Stadthalle                                                         | 20 min    |

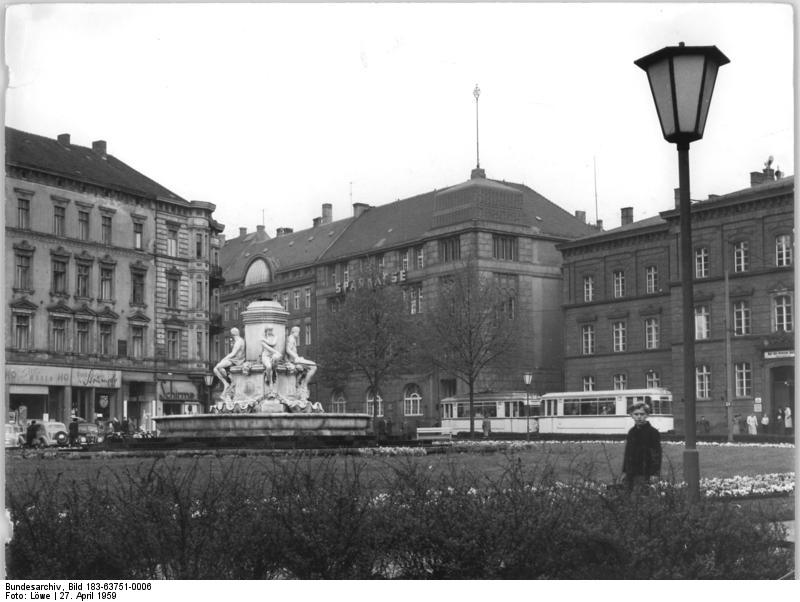
Gothaer Trieb- und Beiwagen auf dem Platz der Befreiung (heute: Postplatz), 1959

Ab Mitte der 1950er Jahre kamen mit den LOWA-Einheits-Zweiachsern vom Typ ET 54 nach mehr als 25 Jahren erstmals wieder Neubaufahrzeuge auf die Gleise der Stadt. In den folgenden Jahren verdrängten diese und vor allem die Nachfolgetypen der Gothaer Einheitsbauart (Bauart Gotha T 57, T2-61, T2-62 und der Reko-Bauart TE 70-1) nach und nach die übrigen, älteren Fahrzeuge. Da diese Einheitsfahrzeuge allesamt nicht für den Betrieb auf den Görlitzer Gleisen ausgelegt waren, gab es Probleme mit den großen Achsabständen in zu engen Kurven. Dies machte sich durch ein Quietschen bei Kurvenfahrten bemerkbar. Ein Teil der an Görlitz gelieferten Fahrzeuge war für den Einrichtungsbetrieb ausgelegt, daher begannen die Verkehrsbetriebe ab 1964 mit der Einrichtung von Wendemöglichkeiten an den Endpunkten der Linie 2. Am 7. Oktober 1964 wurde die Wendeschleife Virchowstraße westlich des Krankenhauses an der Nordseite der Girbigsdorfer Straße feierlich eingeweiht. Der Einrichtungsbetrieb (auf Linie 2) konnte jedoch erst nach Sanierung der Trasse entlang der Promenadenstraße zwischen Büchtemannstraße und Endhaltestelle Landeskrone aufgenommen werden. Dazu wurden Vignolschienen in einem separaten Gleisbett auf der nordwestlichen Straßenseite verlegt, und an der Endhaltestelle am Fuß der Landeskrone wurde ein Wendedreieck zum Wenden der Straßenbahnzüge gebaut. Der Abschnitt wurde am 1. Januar 1965 dem Betrieb übergeben. Bei der Linie 1 hingegen wurde der Ausbau der Endhaltestellen mit Wendemöglichkeiten unter Verweis auf ihre mittelfristige Stilllegung immer weiter verschoben. Der Umbau beschränkte sich lediglich auf die Verlegung des zum Umrangieren nötigen Überholgleises von der Straßen- auf die Gehwegseite.
Ab Kriegsende fanden zur Stabilisierung des Betriebes auch wieder Schaffner Einzug bei der Görlitzer Straßenbahn. Sie trugen die typischen Schaffnertaschen mit Fahrscheinblöcken und einem Galoppwechsler. Neben dem Fahrkartenverkauf und der Fahrtausweiskontrolle waren sie auch zur Gewährleistung der Sicherheit beim Anfahren der Straßenbahnzüge zuständig. Außerdem mussten sie auf der Linie 1 zwischen Rauschwalde und Weinhübel jeweils ab den Haltestellen Rauschwalder Straße (Richtung Rauschwalde) und ab dem Sonnenland (Richtung Weinhübel) die Türen auf einer Wagenseite verschließen und die andere Seite öffnen, da die Ausstiegsseite wechselte. Ab 1961 verkehrten erstmals in Görlitz Straßenbahnzüge, bei denen die Triebwagen für Zeitkarteninhaber reserviert waren. Sie waren deutlich als Sichtkartenwagen beschriftet. Schaffner fuhren ab dieser Zeit nur noch in den Beiwagen mit. Im Jahr 1965 begann der langsame Abschied vom Schaffnerbetrieb. Neben den Einstiegen der schaffnerlosen Wagen waren „OS“-Schilder (ohne Schaffner) angebracht, weiterhin waren seitlich auch Schilder mit der Aufschrift „Ohne Schaffner mit Zahlbox“ erkennbar. Für den schaffnerlosen Einsatz mussten die Trieb- und Beiwagen umgebaut werden, dazu wurden Warnglocken und -leuchten innen und außen an den Türen installiert sowie Zahlboxen in den Einstiegsräumen eingebaut. Nach Einstieg in den Wagen musste das Fahrgeld durch den Schlitz der Zahlbox geworfen werden, dann konnte man einen Hebel betätigen, der einen Fahrkartenabschnitt zum Abriss frei gab. Damit die ordnungsgemäße Entrichtung des Fahrgeldes überprüft werden konnte, waren an der Front der Boxen Sichtfenster angebracht, durch das die eingeworfenen Münzen noch drei Hebelzüge lang sichtbar waren und erst danach in den Sammelkasten fielen. Trotz des damals relativ niedrigen Fahrpreises von 20 bzw. 10 Pfennig fand man beim Ausleeren zahlreiche Unterlegscheiben und Knöpfe.
| Liniennetz 1964 |                                                                                       |
| Linie           | Linienverlauf                                                                         |
| 1               | Rauschwalde – Demianiplatz – Bahnhof – Haus der Jugend – Weinhübel                    |
| 2               | Virchowstraße – Krankenhaus – Demianiplatz – Bahnhof – Büchtemannstraße – Landeskrone |
| 3               | Platz der Befreiung (Postplatz) – Stadthalle                                          |

Diese Zahlboxen wurden schrittweise bis 1966 auf allen Linien eingeführt, ausgenommen der Linie 3. Auf Linie 3 blieb vorerst alles beim Alten. Sie vollbrachte die Zubringerfunktion vom Platz der Befreiung (heute: Postplatz) zu den Wohn- und Erholungsgebieten rund um den Stadtpark und zu Veranstaltungen in der Stadthalle, jedoch rentierte sich ihr Betrieb auf der maroden Strecke nicht mehr. Ihr Ende war mit der Neugruppierung der Stadtbuslinien 1966 besiegelt. Die Gleise, Fahrleitungen und Haltestellen der eingestellten Linie 3 blieben vorerst noch erhalten und an den Fahrplantafeln hingen Bekanntmachungen, dass es sich um eine vorübergehende Stilllegung handle. Letzten Endes wurden in den 1970er Jahren die Anlagen nahezu komplett zurückgebaut. Ein ähnliches Vorgehen bei der Streckenstilllegung zeigte sich nochmals nach der Deutschen Wiedervereinigung 1990 bei dem Teilstück zwischen Heilige-Grab-Straße und Virchowstraße.
Gegen Ende der 1960er Jahre verschlechterte sich wieder einmal der äußere Zustand der Straßenbahnwagen, dies führte zu umfangreicheren Aufarbeitungen an Gotha-, WUMAG- und LOWA-Fahrzeugen. Während der Haupt- und Zwischenuntersuchungen wurde nun verstärkt neben dem technischen Zustand auch der äußere Zustand begutachtet. Die Außenbeblechung wurde ausgebessert, teilweise sogar eine komplette Neubeblechung durchgeführt, und die Fahrzeuge bekamen Neulackierungen auf Polyurethan-Basis. Bei der Neubeblechung verloren die Gotha-Wagen ihre Zierleisten und die WUMAG-Wagen ihre hölzernen Scheuerleisten.
Im April 1977 wurde der bargeldlose Betrieb mit Entwertern eingeführt, bei dem im Vorverkauf erworbene Fahrausweise nach Einstieg ins Fahrzeug mittels elektromechanisch erzeugtem Stempelaufdruck entwertet werden mussten. Die Auslösung des Stempeldrucks wurde durch eine im Kasteninnern befindliche Lichtschranke bewirkt. Der Aufdruck gab nun Auskunft über Tag und Monat sowie Wagennummer und Linie. Eine weitere Ziffer konnte der Fahrer an jeder Endhaltestelle umstellen.

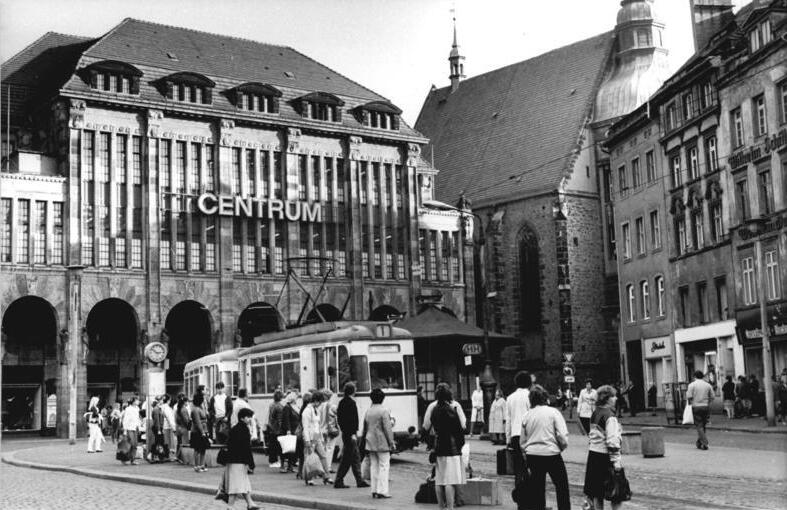
Gothaer Triebwagen mit Beiwagen auf Linie 1 am Demianiplatz, Oktober 1986

Ab 1. Januar 1982 ging der Großteil der kommunalen DDR-Verkehrsbetriebe in volkseigene Kraftverkehrskombinate über. Die Betriebsführung der Görlitzer Straßenbahn ging an den Kraftverkehr Görlitz über, der wiederum zum Kraftverkehr Dresden gehörte. Der immer stärkere Verschleiß der Streckenausrüstung und die mangelnde Anpassung an die Bedürfnisse der Bevölkerung in den neu entstandenen Neubaugebieten am Rand der Stadt führte beinahe zur Schließung der Straßenbahn und Umwandlung in einen reinen Busverkehr. Ein Anzeichen dafür war auch die Übernahme der Teilstrecke der Linie 1 zwischen Haus der Jugend (Goethestraße) und Weinhübel durch Linienbusse. Die Straßenbahn wendete nun aus Rauschwalde kommend an der neu geschaffenen Wendeschleife Goethestraße Ecke Zittauer Straße.
Der stark zunehmende Pkw- und Lkw-Verkehr auf der Fernverkehrsstraße 6, die damals noch durch Rauschwalde verlief, war den Straßenbahngleisen nicht zuträglich. Auf Grund des schlechten Zustandes der Strecke wurden erst der Abschnitt von der Kuppelendstelle Rauschwalde (heute in etwa Höhe der ARAL-Tankstelle) bis zur Haltestelle „Zwei Linden“ eingestellt und kurz darauf der restliche Abschnitt bis hin zum Brautwiesenplatz.

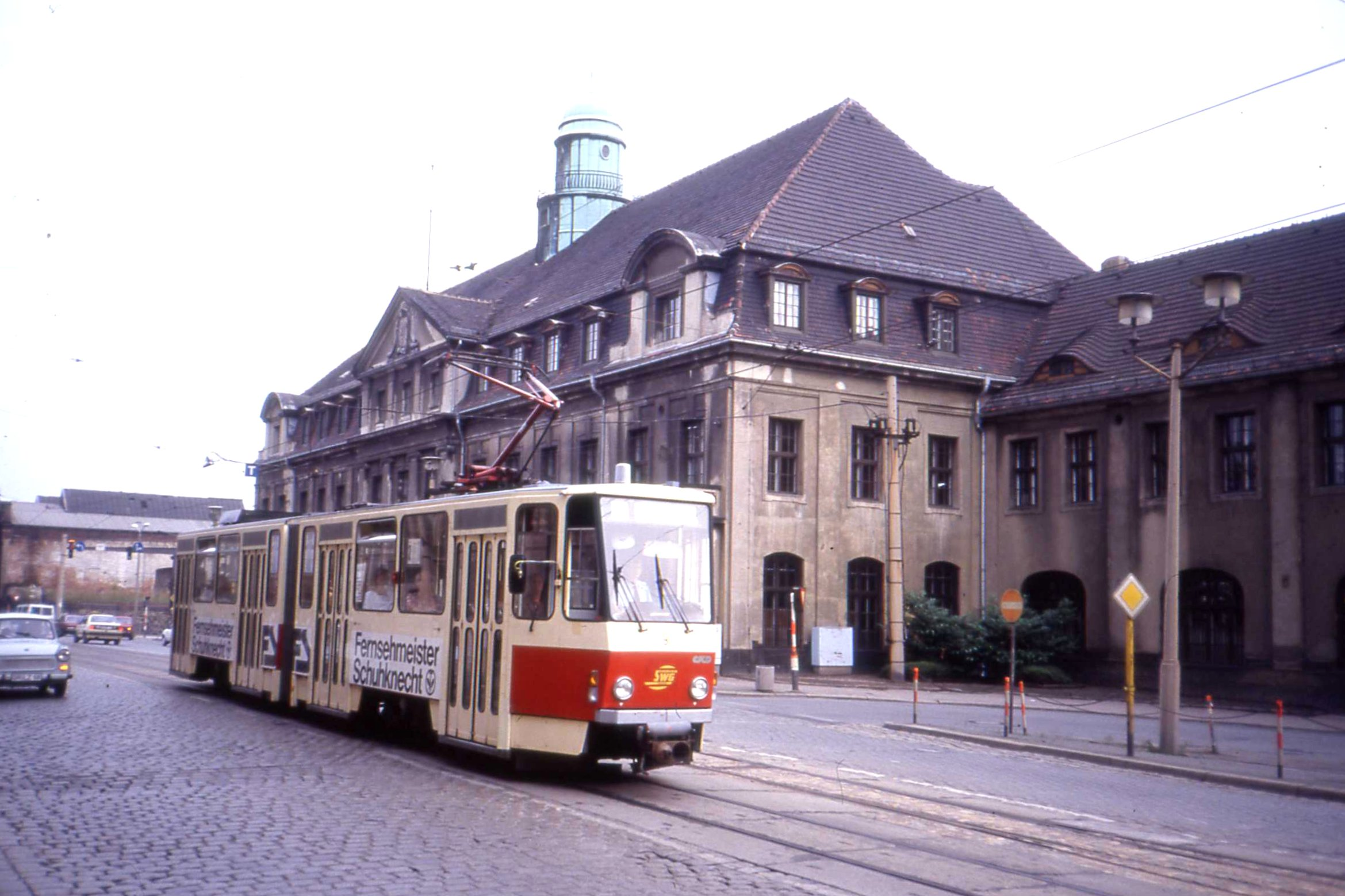
Tatra KT4D in originaler, rot/weißer Lackierung (bereits mit neuem Stadtwerke-Logo nach der Wende) auf Linie 2 vor dem Postamt am Bahnhof kurz nach Ausfahrt aus dem „Jakobstunnel“

1978 begannen die Arbeiten am Neubaugebiet Königshufen – dem größten Neubaugebiet von Görlitz im Norden der Stadt. Anfangs war keine Neubaustrecke in das Gebiet geplant, doch mit der starken Verteuerung des Öls änderten sich die Pläne schnell. Die Strecke biegt einige Meter westlich der Haltestelle Heiliges Grab in Richtung Norden parallel zur Friedhofstraße ab und führt dann geradlinig bis zu den Mauern des Friedhofs. Der Bau stellte sich als verhältnismäßig schwierig heraus, da umfangreiche Begradigungen in der Nähe des Friedhofes stattfanden und ein Eckhaus zur Einmündung der separaten Bahntrasse an der Heiligen-Grab-Straße gesprengt werden musste. Weitere Umbauten am Netz wurden mit Eintreffen der ersten Tatra-KT4D-Züge notwendig. Hierbei wurden die Streckenabschnitte Demianiplatz – Heilige-Grab-Straße und auch Einmündung Königshufen – Virchowstraße saniert sowie die enge Kurve auf der Heiligen-Grab-Straße hin zum Grünen Graben etwas verbreitert. Am 7. März 1986 wurde der Betrieb auf der neuen Trasse vorerst nur bis zum Alexander-Bolze-Hof aufgenommen. Die Neubautrasse hatte bis dahin eine Länge von 2,2 km. Der Betrieb auf der sich heute anschließenden 0,3 km langen Trasse mit der mehrgleisigen Wendeanlage am Wiesengrund wurde erst am 30. Dezember 1986 aufgenommen. Bis dahin waren Zweirichtungsfahrzeuge notwendig, die an der Haltestelle Alexander-Bolze-Hof umgesetzt werden mussten.
Mit der Fertigstellung der oben genannten Wendeschleife in Königshufen und der ab nun möglichen Bündelung der Linien nach Königshufen wurde das letzte Teilstück der Rauschwalder Linie 3 aus dem Straßenbahnfahrplan genommen. Die Linien 1 und 2 begannen nun beide in Königshufen und fuhren zum Haus der Jugend (Goethestraße) respektive zur Landeskrone. In den Fahrplänen 1987 und 1988 tauchte seit längerer Zeit wieder eine Schnellverbindung für den Berufsverkehr auf – die Linie 4 zwischen Königshufen und Demianiplatz (10-Minuten-Takt). Im Herbst 1987 folgte die Neubaustrecke nach Weinhübel, die Straßenbahn führte jetzt wieder von der Goethestraße nach Weinhübel (nun Haltestelle Erich-Weinert-Straße). Die Trasse führte im Gegensatz zur alten Trasse den Weinberg auf einem separaten, eingleisigen Teilstück hinauf und hinunter.
Zunehmend traf man Ende der 1980er Jahre auch die Tatra-Triebwagen an, waren es Ende 1989 noch sieben, kamen später noch weitere neun, teilweise gebrauchte, Wagen hinzu. Anfangs bereitete der Einsatz in Doppeltraktion noch Schwierigkeiten. Diese konnten jedoch mit der Sanierung der Bahnstromversorgung und des Oberbaus beseitigt werden.
| Liniennetz und -takt Mai 1988 | |                        |
| Linie                         | Linienverlauf                                                                                                 | Takt                   |
| 1                             | Königshufen – Demianiplatz – Bahnhof – Goethestraße (Haus der Jugend)                                         | 20/30 min              |
| 2                             | Königshufen – Demianiplatz – Bahnhof – Büchtemannstraße – Landeskrone                                         | 20/30 min              |
| 3                             | Virchowstraße – Krankenhaus – Demianiplatz – Bahnhof – Büchtemannstraße                                       | 20/30 min              |
| 4                             | Königshufen – Demianiplatz                                                                                    | 10 min (Berufsverkehr) |
| 5                             | Königshufen – Demianiplatz – Bahnhof – Goethestraße (Haus der Jugend) – Weinhübel Nord (Erich-Weinert-Straße) | 20 min                 |

### Nach der Wende bis heute

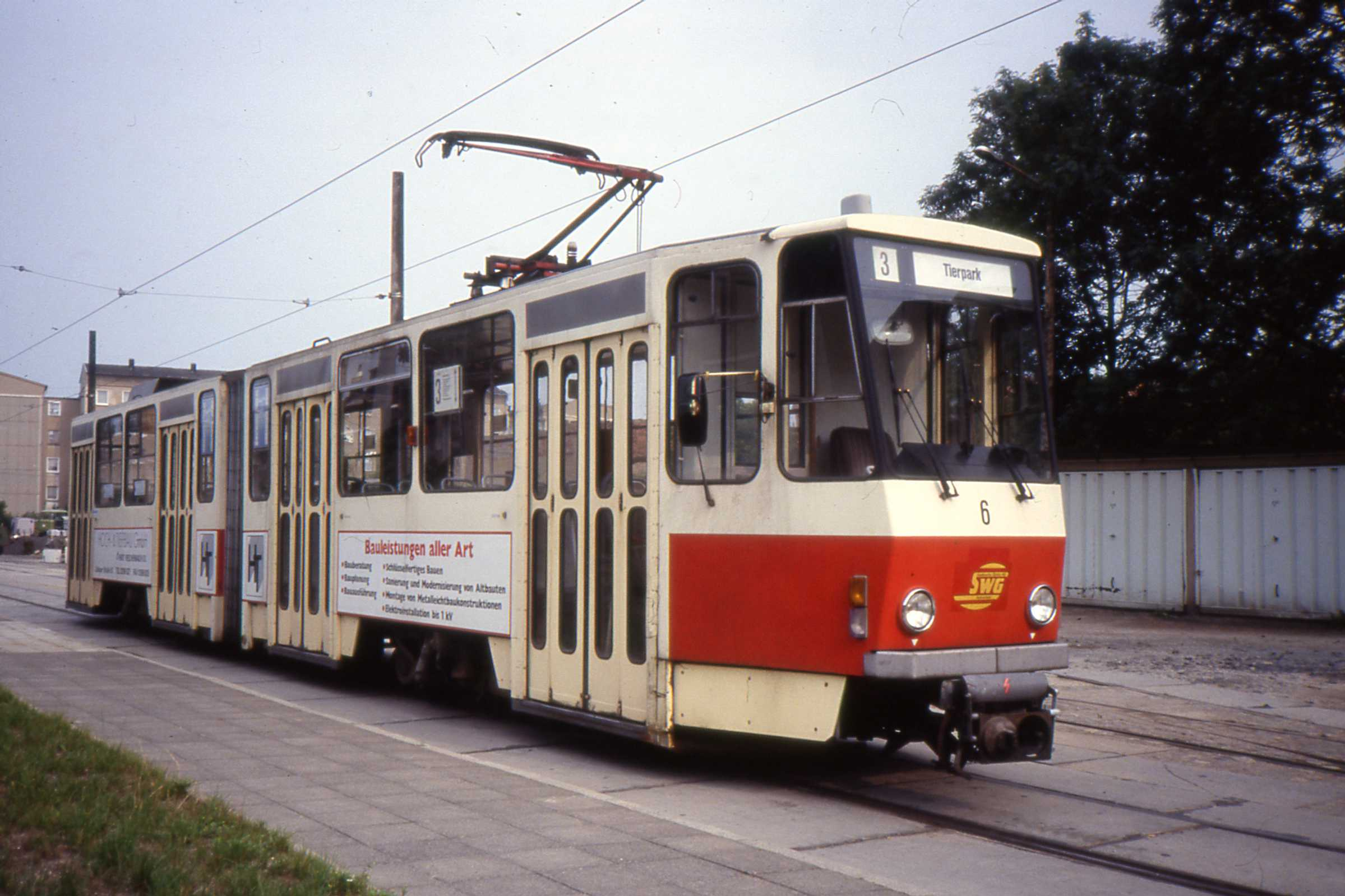
Tatra KT4D Wagennummer 6, 1992

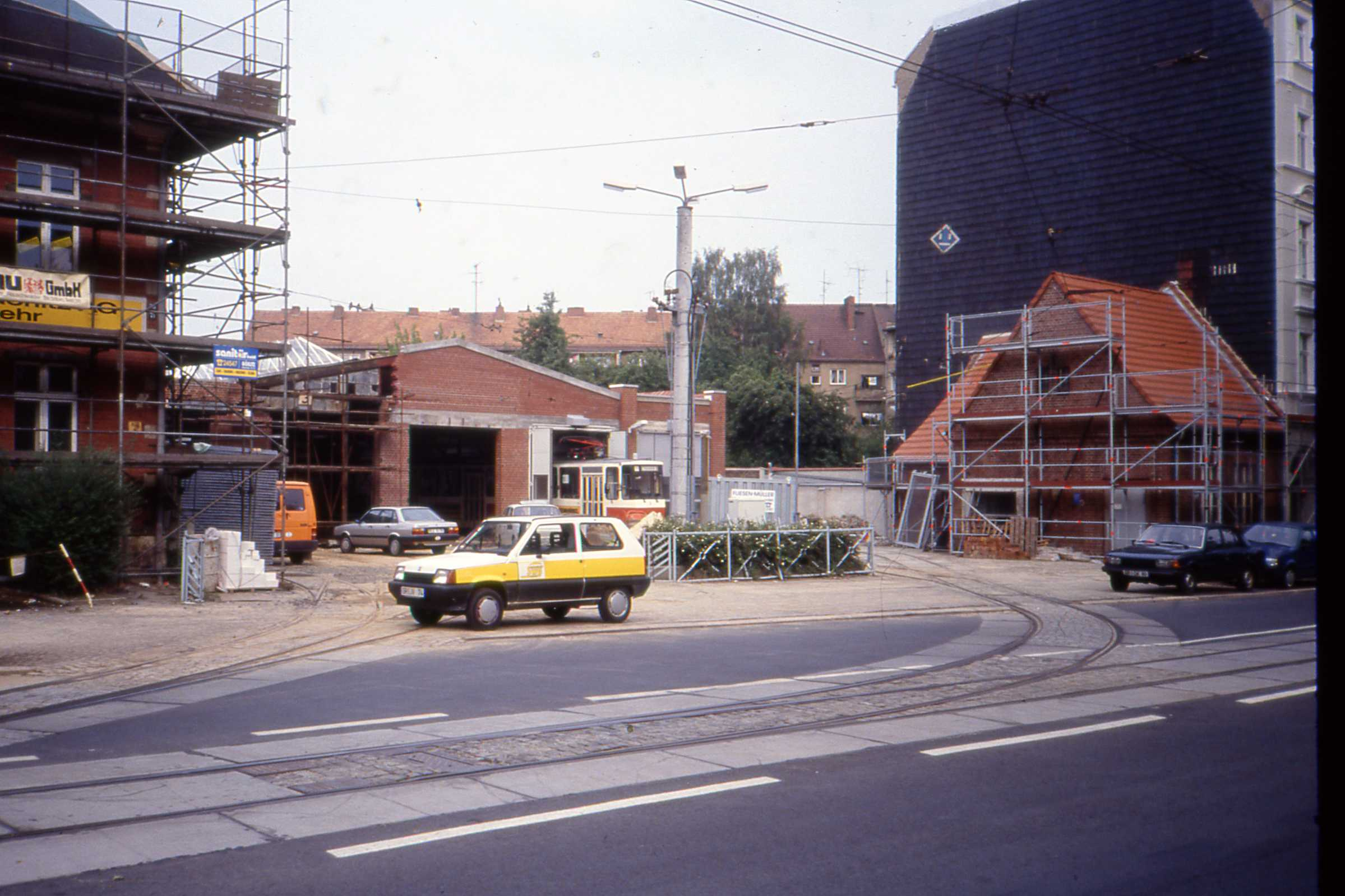
Sanierungsarbeiten am Betriebshof

Nach der Wende übernahmen die Görlitzer Stadtwerke den Straßenbahnbetrieb. Die Gothawagen wurden bis Mitte 1992 durch 16 modernisierte Tatra KT4D-Triebwagen mit Chopper-Steuerung und zwei von der Straßenbahn Mannheim/Ludwigshafen übernommene sechsachsige Duewag-Gelenkwagen vom Typ Mannheim ersetzt. Im Betriebshof entstand bis 1993/1995 eine zusätzliche Wagenhalle sowie eine Durchlaufwaschstraße. Weiterhin wurden zahlreiche Streckenabschnitte (z. B. obere Berliner Straße, Sechsstädteplatz – Fröbelstraße und Friedhofstraße – Wendeschleife Wiesengrund) erneuert oder zweigleisig ausgebaut, die Fahrleitungsanlage zwischen Sechsstädteplatz und Endhaltestelle Landeskrone rekonstruiert und eine Hochkettenfahrleitung errichtet sowie die Zentralhaltestelle Demianiplatz saniert. Alle diese Maßnahmen waren notwendig, um die Effektivität des Betriebes zu erhöhen und damit das Überleben der Straßenbahn zu sichern. Die alten Gothawagen gingen bis auf wenige Exemplare an die Straßenbahnbetriebe Jena und Schöneiche. Die zwölf restlichen wurden bis Februar 1993 an der Wendeschleife Königshufen zerlegt und verschrottet. Die neuen Tatra-Wagen eröffneten im Dezember 1991 auch den 1 km langen, neutrassierten Streckenabschnitt zwischen Erich-Weinert-Straße und der neuen Wendeschleife Weinhübel. Die Straßenbahn endete nun inmitten des Neubaugebietes.
Im Jahr 2014 leisteten beide Straßenbahnlinien gemeinsam 450.592 Fahrplankilometer. Das entsprach knapp 100.000 Kilometern weniger als alle Stadtbuslinien zusammen.
| Liniennetz und -takt 1995 |                                                      |                       |
| Linie                     | Linienverlauf                                        | Takt                  |
| 1                         | Virchowstraße – Demianiplatz – Bahnhof – Weinhübel   | 20 min                |
| 2                         | Königshufen – Demianiplatz – Bahnhof – Landeskrone   | 20 min                |
| 3                         | Königshufen – Demianiplatz – Bahnhof – Weinhübel     | 20 min                |
| 4                         | Virchowstraße – Demianiplatz – Bahnhof – Landeskrone | 60 min (Abendverkehr) |

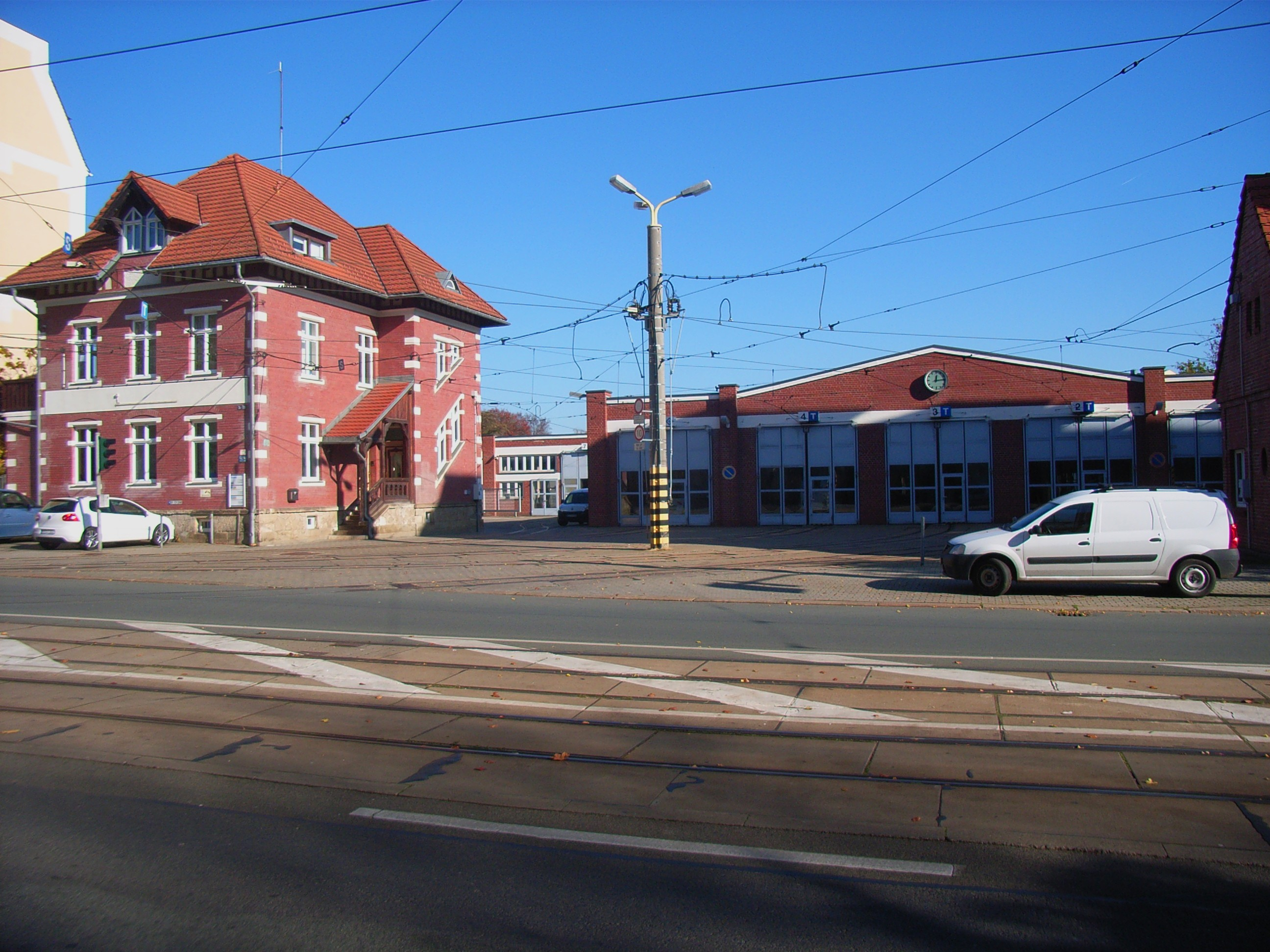
Straßenbahn-Betriebshof an der Zittauer Straße

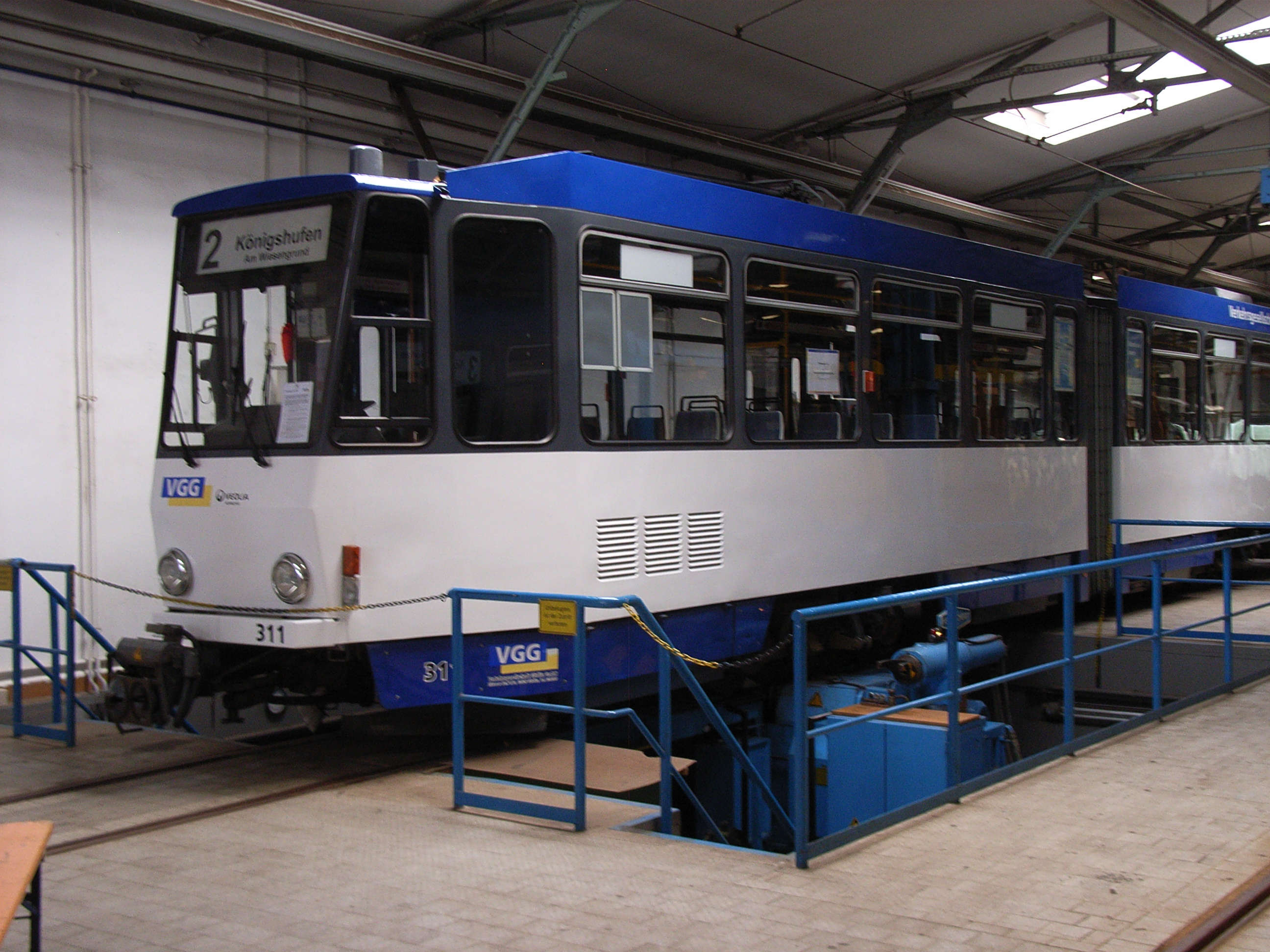
Wagen 311 auf dem Radsatzschleifstand in der Werkstatt des Depots

Für den Tagesbetrieb der drei Linien wurde fast der gesamte Fuhrpark benötigt, deshalb und wegen des wachsenden Bevölkerungsrückgangs nach der Wende gab es Bestrebungen, das Netz wieder auf zwei Linien zu reduzieren. Dies geschah im Jahr 2000, von nun an fuhr Linie 1 im 10-Minuten-Takt von Königshufen nach Weinhübel und Linie 2 im 20-Minuten-Takt von der Virchowstraße zur Landeskrone. Mit der Inbetriebnahme des neuen Teilstücks zwischen Alexander-Bolze-Hof und Königshufen/Am Marktkauf im Januar 2002 entstanden wieder drei Linien. Die neue Linie 3 verkehrte im 20-Minuten-Takt von Königshufen/Am Marktkauf nach Weinhübel und verdichtete mit der nun ebenfalls im 20-Minuten-Takt verkehrenden Linie 1 die Fahrtenhäufigkeit nach Weinhübel wieder auf den bisherigen 10-Minuten-Takt. Im November 2003 begann das Sterben auf Raten für den Abschnitt Heilige-Grab-Straße und Virchowstraße. Zuerst wurde die Linie von der Virchowstraße bis zum Demianiplatz (nun Linie 1) verkürzt und die Linienführung der Linien 2 und 3 verändert. Die Linie 2 verkehrt seitdem von Königshufen/Am Wiesengrund zur Landeskrone und Linie 3 von Königshufen/Am Marktkauf nach Weinhübel. Beiden Linien blieb bis heute die Linienführung und der jeweilige 20-Minuten-Takt erhalten. Hingegen wurde auf Linie 1 auf Grund des schlechten Gleiszustandes, ähnlich wie damals bei der Stilllegung der Strecke zur Stadthalle, ein Schienenersatzverkehr (SEV 1) eingerichtet. Dieser wurde jedoch 2007 durch die verlegte Buslinie B abgelöst. Die Gleise auf der Heiligen-Grab-Straße und Girbigsdorfer Straße wurden entfernt und die Oberleitung demontiert, erhalten blieben lediglich die Gleise an der Wendeschleife Virchowstraße.
Nach der Wende gründete die Stadt die Stadtwerke Görlitz AG, die auch den Verkehrsbetrieb umfasste. Seit 1996 ist dieser als Verkehrsgesellschaft Görlitz GmbH (VGG) rechtlich selbstständig. Nachdem die Stadt im Jahre 2001 ihre Aktienmehrheit an der Stadtwerke AG dem Konzern Vivendi Environnement (später Veolia Environnement, heute Transdev) übertrug, ging der Verkehrsbetrieb an dessen Tochterunternehmen Connex über, die in der Region Ostsachsen u. a. auch die Connex Sachsen GmbH betrieb. Mit dem Betreiberwechsel auf der Neißetalbahn von der Lausitzbahn (Connex) auf die Ostdeutsche Eisenbahn verlegte die Connex Sachsen ihren Sitz nach Leipzig. Bis heute blieb in Görlitz noch die Leitzentrale im Verwaltungsgebäude der VGG für den Transdev-Verkehr in der Region Leipzig erhalten.
Zum 1. Januar 2019 übernahmen die Görlitzer Verkehrsbetriebe den Betrieb der Straßenbahnen und Stadtbusse für einen Zeitraum von 10 Jahren. Zum Fahrplanwechsel am 6. Januar wurde der 20-Minuten-Takt beider Linien an Samstagen um zwei Stunden nach hinten verschoben. Gleichzeitig wurde die bisherige Linie 3 zur Linie 1 umnummeriert und der Endpunkt „Königshufen Am Marktkauf“ in „Königshufen NeißePark“ umbenannt.

## Konzept Straßenbahn 2010

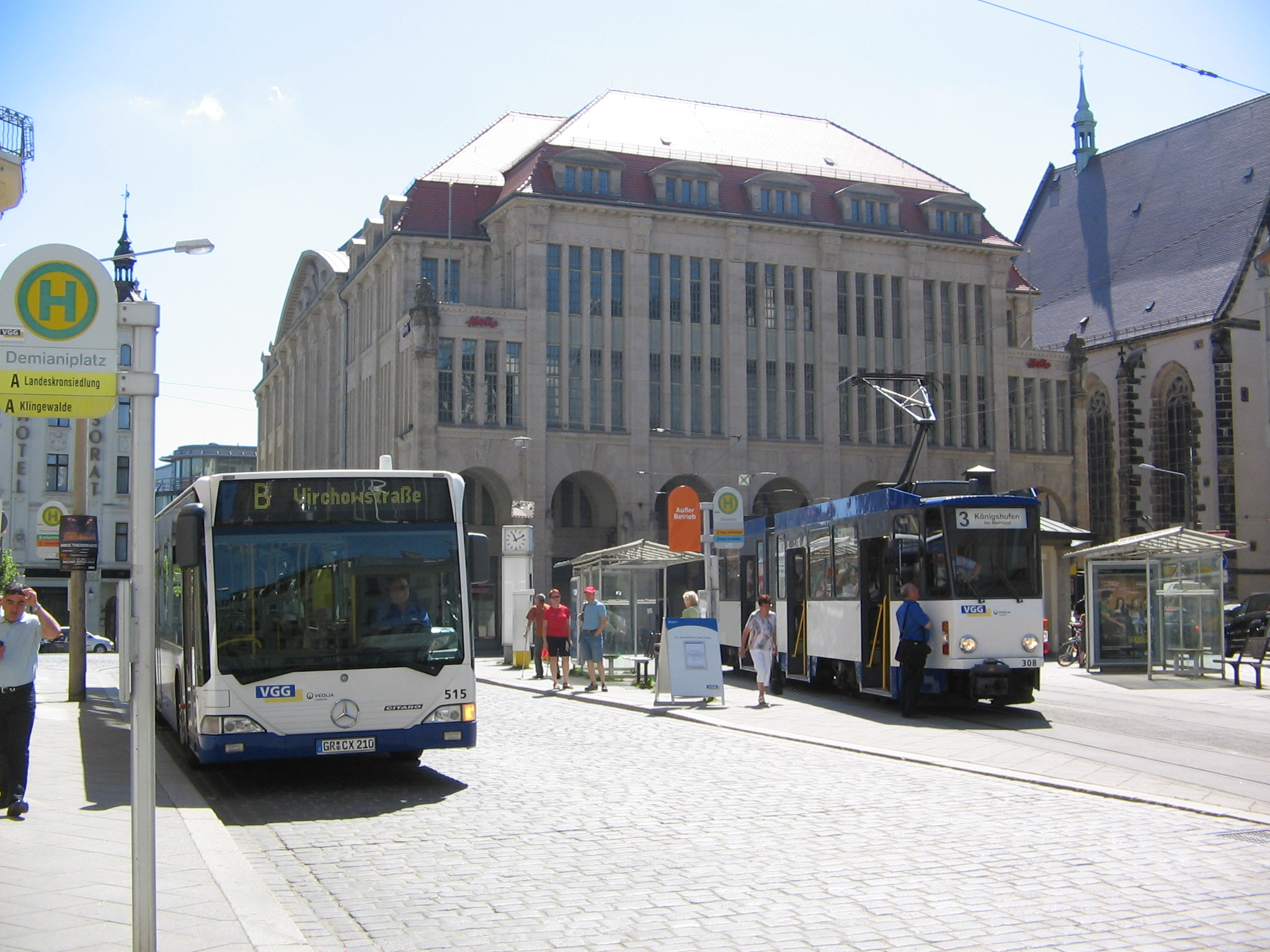
Stadtbuslinie B und damalige Straßenbahnlinie 3 (heute 1) an der Umsteigehaltestelle Demianiplatz

Nach einer Zukunftsstudie wurde 1997 im Görlitzer Stadtrat ein Konzept für die Zukunft der Görlitzer Straßenbahn entworfen. Diese vom Land Sachsen geförderte Studie bescheinigte dem Görlitzer Stadtverkehr eine höhere prozentuale Nutzung des Öffentlichen Personennahverkehrs (ca. 16 %) im Vergleich zu anderen ostsächsischen Städten wie Bautzen (ca. 8 %). Das Konzept beinhaltete ein Radialnetz per Straßenbahn und Busse im Randverkehr, genauer waren eine neue Linie nach Rauschwalde und eine Linie in die polnische Nachbarstadt Zgorzelec geplant sowie eine Erweiterung der Straßenbahn von Königshufen hin zum Krankenhaus. Dies sollte rund 25 Millionen Euro kosten. Von den Plänen wurde bis heute nur wenig realisiert, so zum Beispiel eine Trasse von der Haltestelle Alexander-Bolze-Hof zum Marktkauf als erstes Teilstück zum Klinikum Görlitz. Die Pläne für eine Linie nach Polen liegen mittlerweile auf Eis, da schon die Auslastung der grenzüberschreitenden Buslinie P sehr gering ist. Für die Linie nach Rauschwalde sieht es nicht viel besser aus, zwar wurden Verkehrsflächen für einen eventuellen Bau bei der Sanierung der Brautwiesen- und Landeskronstraße berücksichtigt, jedoch fehlt das Geld für den Bau. Die finanzielle Lage für die Straßenbahn verschlechterte sich noch einmal im Jahr 2010 nach der Aufgabe der Kreisfreiheit der Stadt Görlitz. Die finanziellen Mittel vom Landkreis fließen nicht in der erwarteten Höhe, und so bleibt der Betrieb der Straßenbahn aufgrund kaum ausreichender Haushaltsmittel ungewiss.
Die Stadt Zgorzelec startete 2012 einen neuen Anlauf für eine grenzüberschreitende Straßenbahnlinie. Der Zgorzelecer Bürgermeister bekam bereits von der Woiwodschaft Niederschlesien Unterstützung signalisiert. Kosten für Investitionen und Betrieb sowie der Streckenverlauf sollten ermittelt werden, um einen Antrag auf europäische Fördermittel beantragen zu können. Angestrebt war eine Umsetzung bis 2020[veraltet].

## Heute

### Linien und Takt
Heute betreiben die Görlitzer Verkehrsbetriebe zwei Straßenbahnlinien, eine davon auch in der Spätverkehrszeit zwischen 19:30 und 0 Uhr.
| Aktueller Linienbetrieb | |       |           |                               |                              |
| Linie                   | Verlauf | Halte | Fahrzeit  | Takt in der Hauptverkehrszeit | Takt in der Spätverkehrszeit |
|  1                      | Weinhübel – Bahnhof – Demianiplatz – Alexander-Bolze-Hof – Königshufen NeißePark / (– Königshufen Am Wiesengrund) im Abendverkehr im halbstündlichen Wechsel | 17    | 24/25 min | 20 min                        | 30 min                       |
|  2                      | Biesnitz/Landeskrone – Bahnhof – Demianiplatz – Alexander-Bolze-Hof – Königshufen Am Wiesengrund                                                             | 17    | 24/25 min | 20 min                        | –                            |

Wochentags zwischen 5:00 und 19:30 Uhr sind für beide Linien je drei Umläufe nötig. Dabei wird die Linie 1 mit KT4D-Doppeltraktion (außer während der Schulferien) befahren.
Samstags wird bis ca. 16 Uhr auf beiden Linien ein 20-Minuten-Takt angeboten, ab 16 Uhr gilt der 30-Minuten-Takt, der je zwei Umläufe erfordert.
An Sonn- und Feiertagen verkehren beide Linien im 30-Minuten-Takt mit je zwei Umläufen.
Im gemeinsam bedienten Abschnitt (Bahnhof Südausgang – Alexander-Bolze-Hof) fahren die Straßenbahnen im 10- bzw. 15-Minuten-Takt.
Ab etwa 19:30 Uhr beginnt der Spätverkehr, der bis Mitternacht gilt. Zu dieser Zeit verkehrt nur noch eine Straßenbahnlinie. Die Linie 1 fährt alle 30 Minuten mit zwei Umläufen, bedient aber im Spätverkehr halbstündlich wechselnd beide Endhaltestellen in Königshufen. Die Haltestelle Bahnhof/Südausgang dient am Abend als Umsteigehaltestelle zwischen der Straßenbahnlinie 1 und der Buslinie N, die auch die Haltestellen der Straßenbahnstrecke nach Biesnitz bedient.

### Streckennetz

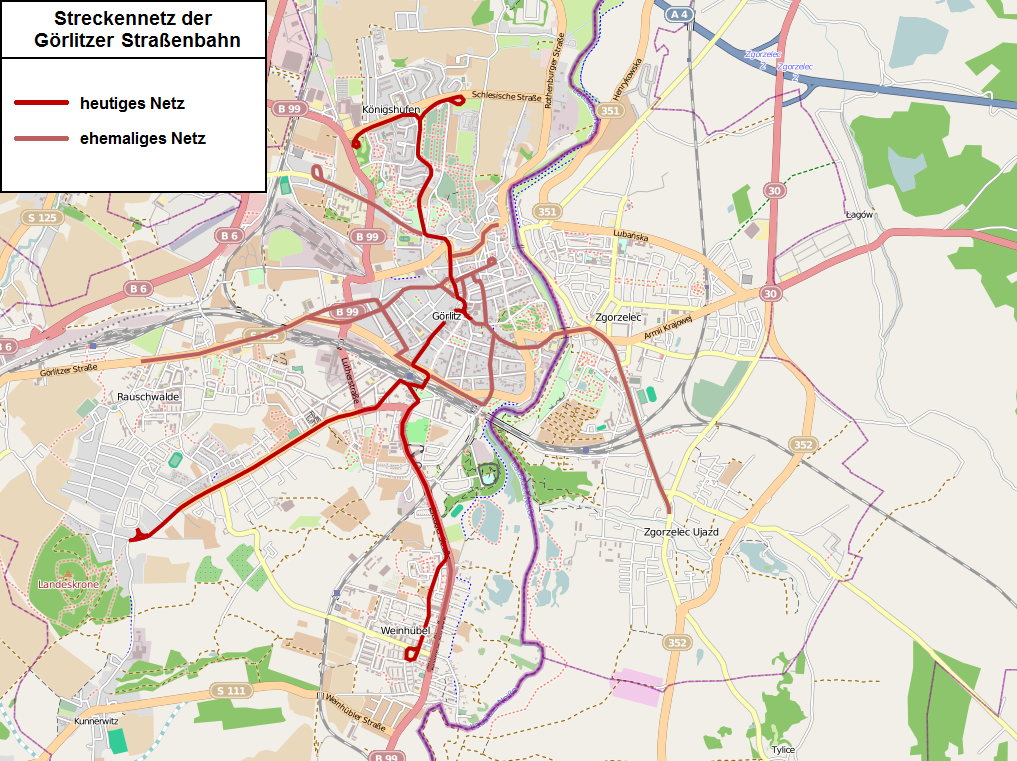
Liniennetz mit den aktuellen Strecken sowie den stillgelegten Streckenabschnitten

| \| \| Wendeschleife NeißePark \| \| \| \| \| Königshufen/NeißePark \| \| \| \| \| Königshufen Mitte \| \| \| \| \| Wendeschleife Am Wiesengrund \| \| \| \| \| Betriebshof Königshufen \| \| \| \| \| Königshufen/Am Wiesengrund \| \| \| \| \| \| \| \| \| \| Alexander-Bolze-Hof \| \| \| \| \| Gleiswechsel \| \| \| \| \| Am Friedhof \| \| \| \| \| Hohe Straße \| \| \| \| \| Gleiswechsel \| \| \| \| \| Ende des separaten Gleiskörpers \| \| \| \| \| Wendeschleife Virchowstraße \| \| \| \| \| Virchowstraße \| \| \| \| \| Klinikum \| \| \| \| \| Zeppelinstraße \| \| \| \| \| Ende des eingleisigen Abschnitts \| \| \| \| \| Kummerau \| \| \| \| \| \| \| \| \| \| Heiliges Grab \| \| \| \| \| Schanze \| \| \| \| \| Jägerkaserne \| \| \| \| \| Gleiswechsel \| \| \| \| \| Rauschwalde \| \| \| \| \| Zwei Linden \| \| \| \| \| Rosa-Luxemburg-Straße \| \| \| \| \| Intertank \| \| \| \| \| Bahnstrecke Dresden-Görlitz und Berlin-Görlitz \| \| \| \| \| Ende des eingleisigen Abschnitts \| \| \| \| \| Rauschwalder Straße \| \| \| \| \| Brautwiesenplatz \| \| \| \| \| Lutherplatz \| \| \| \| \| \| \| \| \| \| Demianiplatz \| \| \| \| \| Wendedreieck Postplatz \| \| \| \| \| Moltkestraße \| \| \| \| \| Mühlweg \| \| \| \| \| Brückenstraße \| \| \| \| \| Stadthalle \| \| \| \| \| Lausitzer Neiße (seit 1945: deutsch-polnische Grenze) \| \| \| \| \| Viktoriastraße \| \| \| \| \| „Stadt Prag“ \| \| \| \| \| „Café Sanssouci“ \| \| \| \| \| Schenkendorffplatz \| \| \| \| \| Schenkendorffstraße \| \| \| \| \| Bahnstrecke nach Kohlfurt \| \| \| \| \| Bahnstrecke nach Lauban \| \| \| \| \| „Stadt Görlitz“ \| \| \| \| \| Beginn des eingleisigen Abschnitts \| \| \| \| \| An der Winterfeldstraße \| \| \| \| \| Moys – Am Rothwasser \| \| \| \| \| Beginn des separaten Gleiskörpers \| \| \| \| \| Gleiswechsel \| \| \| \| \| Ende des separaten Gleiskörpers \| \| \| \| \| Postplatz \| \| \| \| \| Hospitalstraße \| \| \| \| \| Beginn des separaten Gleiskörpers \| \| \| \| \| Bahnhof \| \| \| \| \| Ende des separaten Gleiskörpers \| \| \| \| \| Gleiswechsel \| \| \| \| \| Bahnstrecke Görlitz – Węgliniec \| \| \| \| \| \| \| \| \| \| Bahnhof/Südausgang \| \| \| \| \| Beginn des separaten Gleiskörpers \| \| \| \| \| Sechsstädteplatz \| \| \| \| \| Lutherstraße (Richtg. Biesnitz) \| \| \| \| \| Beginn des eingleisigen Abschnittes \| \| \| \| \| Lutherstraße (Richtg. Königshufen) \| \| \| \| \| Ausweichstelle und Haltestelle Büchtemannstraße \| \| \| \| \| Johann-Sebastian-Bach-Straße \| \| \| \| \| Ausweichstelle und Haltestelle Geschwister-Scholl-Straße (Richtg. Biesnitz) \| \| \| \| \| Geschwister-Scholl-Straße (Richtg. Königshufen) \| \| \| \| \| Grundstraße \| \| \| \| \| Endhaltestelle Biesnitz/Landeskrone \| \| \| \| \| Wendedreieck Landeskrone \| \| \| \| \| \| \| \| \| \| Gleiswechsel \| \| \| \| \| Carl-von-Ossietzky-Straße \| \| \| \| \| Tierpark \| \| \| \| \| \| \| \| \| \| Wagenhalle \| \| \| \| \| Straßenbahnhof \| \| \| \| \| Betriebshof & Werkstatt \| \| \| \| \| \| \| \| \| \| Wendeschleife Goethestraße \| \| \| \| \| Goethestraße \| \| \| \| \| Bahnstrecke Görlitz – Zittau \| \| \| \| \| Sonnenland \| \| \| \| \| Beginn des separaten Gleiskörpers und des eingleisigen Abschnittes \| \| \| \| \| Weinberg \| \| \| \| \| Beginn der ehem. Trasse nach Weinhübel \| \| \| \| \| Zeltgarten \| \| \| \| \| Weinhübel \| \| \| \| \| Erich-Weinert-Straße \| \| \| \| \| Ausweichstelle und Haltestelle Weinhübel Mitte \| \| \| \| \| Weinhübel \| \| \| \| \| Wendeschleife Weinhübel \| \| \| |                                                                             |  |  |
| | Wendeschleife NeißePark                                                     |  |  |
| U-Bahn-Haltepunkt / Haltestelle | Königshufen/NeißePark                                                       |  |  |
| U-Bahn-Haltepunkt / Haltestelle | Königshufen Mitte                                                           |  |  |
| U-Bahn-Strecke | Wendeschleife Am Wiesengrund                                                |  |  |
| U-Bahn-Strecke · U-Bahn-Blockstelle | Betriebshof Königshufen                                                     |  |  |
| U-Bahn-Strecke · U-Bahn-Haltepunkt / Haltestelle | Königshufen/Am Wiesengrund                                                  |  |  |
| U-Bahn-Abzweig geradeaus und von links · U-Bahn-Strecke nach rechts |                                                                             |  |  |
| U-Bahn-Haltepunkt / Haltestelle | Alexander-Bolze-Hof                                                         |  |  |
| U-Bahn-Überleitstelle / Spurwechsel rechts | Gleiswechsel                                                                |  |  |
| U-Bahn-Haltepunkt / Haltestelle | Am Friedhof                                                                 |  |  |
| U-Bahn-Haltepunkt / Haltestelle | Hohe Straße                                                                 |  |  |
| U-Bahn-Überleitstelle / Spurwechsel links | Gleiswechsel                                                                |  |  |
| U-Bahn-Grenze | Ende des separaten Gleiskörpers                                             |  |  |
| U-Bahn-Strecke | Wendeschleife Virchowstraße                                                 |  |  |
| U-Bahn-Haltepunkt / Haltestelle (Strecke außer Betrieb) · U-Bahn-Strecke | Virchowstraße                                                               |  |  |
| U-Bahn-Haltepunkt / Haltestelle (Strecke außer Betrieb) · U-Bahn-Strecke | Klinikum                                                                    |  |  |
| U-Bahn-Haltepunkt / Haltestelle (Strecke außer Betrieb) · U-Bahn-Strecke | Zeppelinstraße                                                              |  |  |
| U-Bahn-Grenze (Strecke außer Betrieb) · U-Bahn-Strecke | Ende des eingleisigen Abschnitts                                            |  |  |
| U-Bahn-Haltepunkt / Haltestelle (Strecke außer Betrieb) · U-Bahn-Strecke | Kummerau                                                                    |  |  |
| U-Bahn-Strecke nach links (außer Betrieb) · U-Bahn-Abzweig geradeaus und ehemals von rechts |                                                                             |  |  |
| U-Bahn-Haltepunkt / Haltestelle | Heiliges Grab                                                               |  |  |
| ehemaliger U-Bahn-Haltepunkt / Haltestelle | Schanze                                                                     |  |  |
| U-Bahn-Haltepunkt / Haltestelle | Jägerkaserne                                                                |  |  |
| U-Bahn-Überleitstelle / Spurwechsel rechts | Gleiswechsel                                                                |  |  |
| U-Bahn-Haltepunkt / Haltestelle Streckenanfang (Strecke außer Betrieb) · U-Bahn-Strecke | Rauschwalde                                                                 |  |  |
| U-Bahn-Haltepunkt / Haltestelle (Strecke außer Betrieb) · U-Bahn-Strecke | Zwei Linden                                                                 |  |  |
| U-Bahn-Haltepunkt / Haltestelle (Strecke außer Betrieb) · U-Bahn-Strecke | Rosa-Luxemburg-Straße                                                       |  |  |
| U-Bahn-Haltepunkt / Haltestelle (Strecke außer Betrieb) · U-Bahn-Strecke | Intertank                                                                   |  |  |
| U-Bahn-Kreuzung mit Eisenbahn geradeaus unten (Strecke geradeaus außer Betrieb) · U-Bahn-Strecke | Bahnstrecke Dresden-Görlitz und Berlin-Görlitz                              |  |  |
| U-Bahn-Grenze (Strecke außer Betrieb) · U-Bahn-Strecke | Ende des eingleisigen Abschnitts                                            |  |  |
| U-Bahn-Haltepunkt / Haltestelle (Strecke außer Betrieb) · U-Bahn-Strecke | Rauschwalder Straße                                                         |  |  |
| U-Bahn-Haltepunkt / Haltestelle (Strecke außer Betrieb) · U-Bahn-Strecke | Brautwiesenplatz                                                            |  |  |
| U-Bahn-Haltepunkt / Haltestelle (Strecke außer Betrieb) · U-Bahn-Strecke | Lutherplatz                                                                 |  |  |
| U-Bahn-Strecke nach links (außer Betrieb) · U-Bahn-Abzweig geradeaus und ehemals von rechts |                                                                             |  |  |
| U-Bahn-Bahnhof | Demianiplatz                                                                |  |  |
| U-Bahn-Abzweig geradeaus, nach links und von links · U-Bahn-Strecke von rechts (außer Betrieb) | Wendedreieck Postplatz                                                      |  |  |
| U-Bahn-Strecke · U-Bahn-Haltepunkt / Haltestelle (Strecke außer Betrieb) | Moltkestraße                                                                |  |  |
| U-Bahn-Strecke · U-Bahn-Haltepunkt / Haltestelle (Strecke außer Betrieb) | Mühlweg                                                                     |  |  |
| U-Bahn-Strecke · U-Bahn-Haltepunkt / Haltestelle (Strecke außer Betrieb) | Brückenstraße                                                               |  |  |
| U-Bahn-Strecke · U-Bahn-Haltepunkt / Haltestelle (Strecke außer Betrieb) | Stadthalle                                                                  |  |  |
| U-Bahn-Strecke · U-Bahn-Brücke über Wasserlauf (Strecke außer Betrieb) | Lausitzer Neiße (seit 1945: deutsch-polnische Grenze)                       |  |  |
| U-Bahn-Strecke · U-Bahn-Haltepunkt / Haltestelle (Strecke außer Betrieb) | Viktoriastraße                                                              |  |  |
| U-Bahn-Strecke · U-Bahn-Haltepunkt / Haltestelle (Strecke außer Betrieb) | „Stadt Prag“                                                                |  |  |
| U-Bahn-Strecke · U-Bahn-Haltepunkt / Haltestelle (Strecke außer Betrieb) | „Café Sanssouci“                                                            |  |  |
| U-Bahn-Strecke · U-Bahn-Haltepunkt / Haltestelle (Strecke außer Betrieb) | Schenkendorffplatz                                                          |  |  |
| U-Bahn-Strecke · U-Bahn-Haltepunkt / Haltestelle (Strecke außer Betrieb) | Schenkendorffstraße                                                         |  |  |
| U-Bahn-Strecke · U-Bahn-Kreuzung mit Eisenbahn geradeaus unten (Strecke geradeaus außer Betrieb) | Bahnstrecke nach Kohlfurt                                                   |  |  |
| U-Bahn-Strecke · U-Bahn-Kreuzung mit Eisenbahn geradeaus unten (Strecke geradeaus außer Betrieb) | Bahnstrecke nach Lauban                                                     |  |  |
| U-Bahn-Strecke · U-Bahn-Haltepunkt / Haltestelle (Strecke außer Betrieb) | „Stadt Görlitz“                                                             |  |  |
| U-Bahn-Strecke · U-Bahn-Grenze (Strecke außer Betrieb) | Beginn des eingleisigen Abschnitts                                          |  |  |
| U-Bahn-Strecke · U-Bahn-Haltepunkt / Haltestelle (Strecke außer Betrieb) | An der Winterfeldstraße                                                     |  |  |
| U-Bahn-Strecke · U-Bahn-Haltepunkt / Haltestelle Streckenende (Strecke außer Betrieb) | Moys – Am Rothwasser                                                        |  |  |
| U-Bahn-Grenze | Beginn des separaten Gleiskörpers                                           |  |  |
| U-Bahn-Überleitstelle / Spurwechsel links | Gleiswechsel                                                                |  |  |
| U-Bahn-Grenze | Ende des separaten Gleiskörpers                                             |  |  |
| U-Bahn-Haltepunkt / Haltestelle | Postplatz                                                                   |  |  |
| U-Bahn-Haltepunkt / Haltestelle | Hospitalstraße                                                              |  |  |
| U-Bahn-Grenze | Beginn des separaten Gleiskörpers                                           |  |  |
| U-Bahn-Bahnhof | Bahnhof                                                                     |  |  |
| U-Bahn-Grenze | Ende des separaten Gleiskörpers                                             |  |  |
| U-Bahn-Überleitstelle / Spurwechsel rechts | Gleiswechsel                                                                |  |  |
| U-Bahn-Kreuzung mit Eisenbahn geradeaus unten | Bahnstrecke Görlitz – Węgliniec                                             |  |  |
| U-Bahn-Strecke von links · U-Bahn-Abzweig geradeaus und nach rechts |                                                                             |  |  |
| U-Bahn-Bahnhof · U-Bahn-Bahnhof | Bahnhof/Südausgang                                                          |  |  |
| U-Bahn-Grenze · U-Bahn-Strecke | Beginn des separaten Gleiskörpers                                           |  |  |
| ehemaliger U-Bahn-Haltepunkt / Haltestelle · U-Bahn-Strecke | Sechsstädteplatz                                                            |  |  |
| U-Bahn-Bahnhof · U-Bahn-Strecke | Lutherstraße (Richtg. Biesnitz)                                             |  |  |
| U-Bahn-Grenze · U-Bahn-Strecke | Beginn des eingleisigen Abschnittes                                         |  |  |
| U-Bahn-Bahnhof · U-Bahn-Strecke | Lutherstraße (Richtg. Königshufen)                                          |  |  |
| U-Bahn-Haltepunkt / Haltestelle · U-Bahn-Strecke | Ausweichstelle und Haltestelle Büchtemannstraße                             |  |  |
| U-Bahn-Haltepunkt / Haltestelle · U-Bahn-Strecke | Johann-Sebastian-Bach-Straße                                                |  |  |
| U-Bahn-Bahnhof · U-Bahn-Strecke | Ausweichstelle und Haltestelle Geschwister-Scholl-Straße (Richtg. Biesnitz) |  |  |
| U-Bahn-Bahnhof · U-Bahn-Strecke | Geschwister-Scholl-Straße (Richtg. Königshufen)                             |  |  |
| U-Bahn-Haltepunkt / Haltestelle · U-Bahn-Strecke | Grundstraße                                                                 |  |  |
| U-Bahn-Haltepunkt / Haltestelle · U-Bahn-Strecke | Endhaltestelle Biesnitz/Landeskrone                                         |  |  |
| U-Bahn-Abzweig geradeaus, nach rechts und von rechts · U-Bahn-Strecke | Wendedreieck Landeskrone                                                    |  |  |
| U-Bahn-Strecke |                                                                             |  |  |
| U-Bahn-Überleitstelle / Spurwechsel links | Gleiswechsel                                                                |  |  |
| ehemaliger U-Bahn-Haltepunkt / Haltestelle | Carl-von-Ossietzky-Straße                                                   |  |  |
| U-Bahn-Haltepunkt / Haltestelle | Tierpark                                                                    |  |  |
| U-Bahn-Strecke von links · U-Bahn-Strecke nach rechts |                                                                             |  |  |
| U-Bahn-Abzweig geradeaus, nach links und von links · U-Bahn-Dienststation / Betriebs- oder Güterbahnhof quer · U-Bahn-Strecke von rechts | Wagenhalle                                                                  |  |  |
| ehemaliger U-Bahn-Haltepunkt / Haltestelle · U-Bahn-Strecke | Straßenbahnhof                                                              |  |  |
| U-Bahn-Abzweig geradeaus und nach links · U-Bahn-Dienststation / Betriebs- oder Güterbahnhof quer · U-Bahn-Strecke nach rechts | Betriebshof & Werkstatt                                                     |  |  |
| U-Bahn-Strecke nach links · U-Bahn-Strecke von rechts |                                                                             |  |  |
| | Wendeschleife Goethestraße                                                  |  |  |
| U-Bahn-Haltepunkt / Haltestelle | Goethestraße                                                                |  |  |
| U-Bahn-Kreuzung mit Eisenbahn geradeaus oben | Bahnstrecke Görlitz – Zittau                                                |  |  |
| ehemaliger U-Bahn-Haltepunkt / Haltestelle | Sonnenland                                                                  |  |  |
| U-Bahn-Grenze | Beginn des separaten Gleiskörpers und des eingleisigen Abschnittes          |  |  |
| U-Bahn-Strecke | Weinberg                                                                    |  |  |
| U-Bahn-Abzweig geradeaus und ehemals nach links · U-Bahn-Strecke von rechts (außer Betrieb) | Beginn der ehem. Trasse nach Weinhübel                                      |  |  |
| U-Bahn-Strecke · U-Bahn-Haltepunkt / Haltestelle (Strecke außer Betrieb) | Zeltgarten                                                                  |  |  |
| U-Bahn-Strecke · U-Bahn-Haltepunkt / Haltestelle Streckenende (Strecke außer Betrieb) | Weinhübel                                                                   |  |  |
| U-Bahn-Haltepunkt / Haltestelle | Erich-Weinert-Straße                                                        |  |  |
| U-Bahn-Haltepunkt / Haltestelle | Ausweichstelle und Haltestelle Weinhübel Mitte                              |  |  |
| U-Bahn-Haltepunkt / Haltestelle | Weinhübel                                                                   |  |  |
| | Wendeschleife Weinhübel                                                     |  |  |

#### Königshufen/NeißePark – Alexander-Bolze-Hof
Der kurze Abschnitt zwischen der Wendeschleife am NeißePark und der Haltestelle Alexander-Bolze-Hof wurde erst im Frühjahr 2002 in Betrieb genommen. Er ist damit der jüngste Streckenabschnitt im Straßenbahnnetz. Zwischen der Haltestelle NeißePark, die unmittelbar an der Wendeschleife liegt, und der Haltestelle Alexander-Bolze-Hof befindet sich lediglich die Haltestelle Königshufen Mitte. Auf dem zweigleisigen Streckenabschnitt zwischen der Wendeschleife und der Einmündung auf die Strecke in Richtung Innenstadt überquert die Straßenbahn die Hussitenstraße, die Schlesische und die Lausitzer Straße. Alle Straßenquerungen sind durch Lichtsignalanlagen gesichert.

#### Königshufen/Am Wiesengrund – Heilige-Grab-Straße

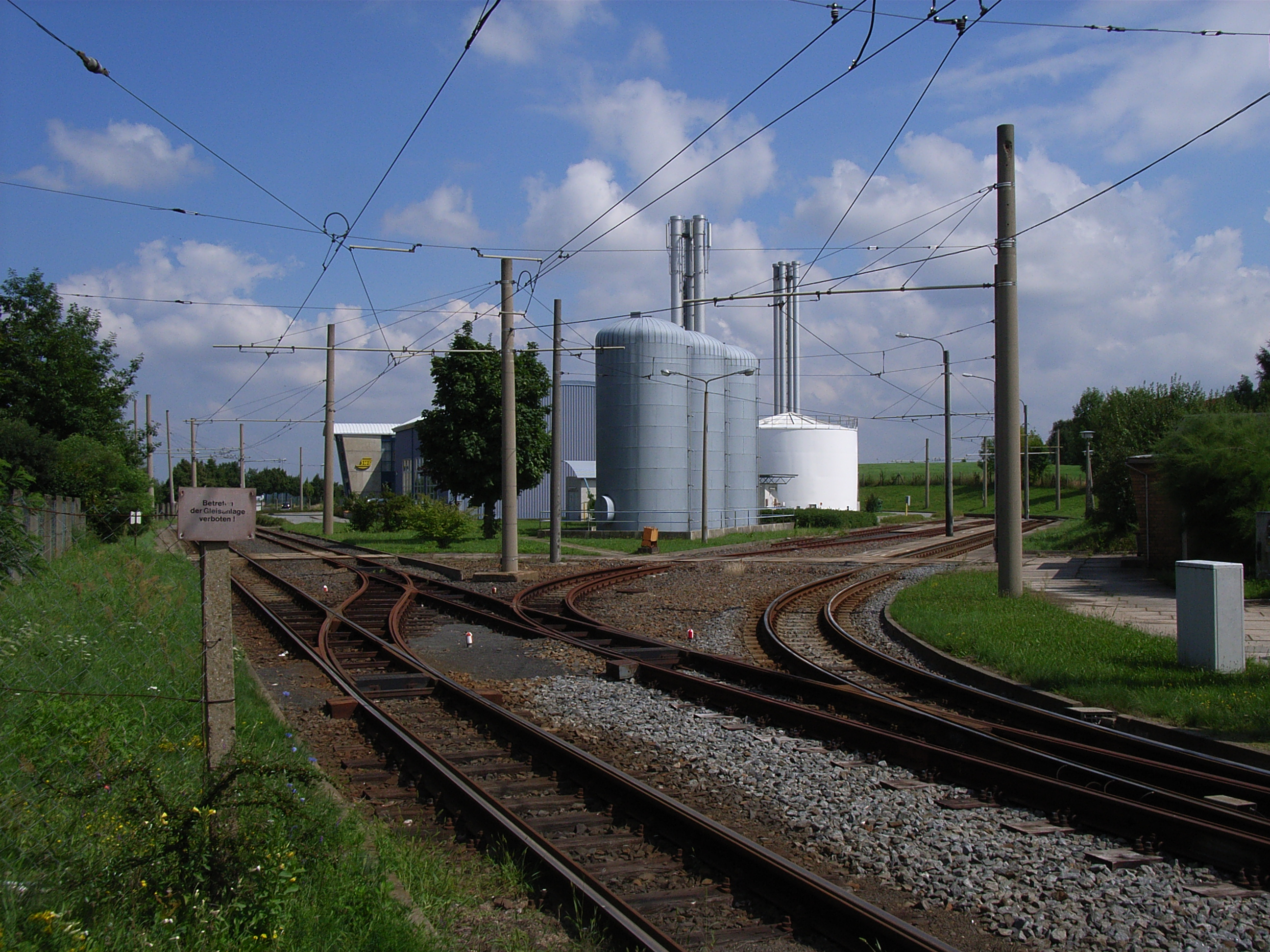
Wendeschleife an der Endhaltestelle Königshufen/Am Wiesengrund

Die andere Strecke im Stadtteil Königshufen beginnt östlich der Hoffnungskirche. Die mehrgleisige Wendeschleife wurde Ende 1986 in Betrieb genommen. Zuvor verkehrten Gothaer Zweirichtungsfahrzeuge bis zur Haltestelle Alexander-Bolze-Hof und setzten dort über einen Gleiswechsel um. Innerhalb der Wendeschleife befindet sich das Blockheizkraftwerk Königshufen. Die umfangreicheren Gleisanlagen wurden einst auch zur Fahrzeugabstellung genutzt. Hinter der Wendeschleife kreuzt die Straßenbahn noch vor der Endhaltestelle Am Wiesengrund die Friedhofstraße, die an dieser Stelle jedoch nur von Fußgängern genutzt werden kann. Die Haltestelle Am Wiesengrund erschließt den östlichen Teil des Wohngebiets sowie die Eigenheimsiedlung an der Minna-Herzlieb-Straße. Die Strecke verläuft nach der Haltestelle in einem weiten Bogen in Richtung Süden. Vor der Haltestelle Alexander-Bolze-Hof mündet die westliche Strecke vom NeißePark ein. Die Straßenbahn führt nun parallel zur Lausitzer Straße auf westlicher Seite und der Friedhofsmauer des Neuen Friedhofs auf östlicher Seite. Vor der Straße Am Stadtgarten verläuft die Trasse wieder in Richtung Osten; hier liegt die Haltestelle Am Friedhof. Danach schwenkt sie wieder in Richtung Süden und verläuft einen langgezogenen Berg hinab in die Innenstadt. Am Fuß des Bergs ist die Haltestelle Hohe Straße gelegen. Nach der Haltestelle verlässt die Straßenbahn erstmals ihren separaten Gleiskörper und biegt auf die Heilige-Grab-Straße ein. Hier trennten sich bis 2004 die Bahnlinien nach Königshufen und zur Wendeschleife Virchowstraße am Klinikum.

#### Heilige-Grab-Straße – Bahnhof/Südausgang

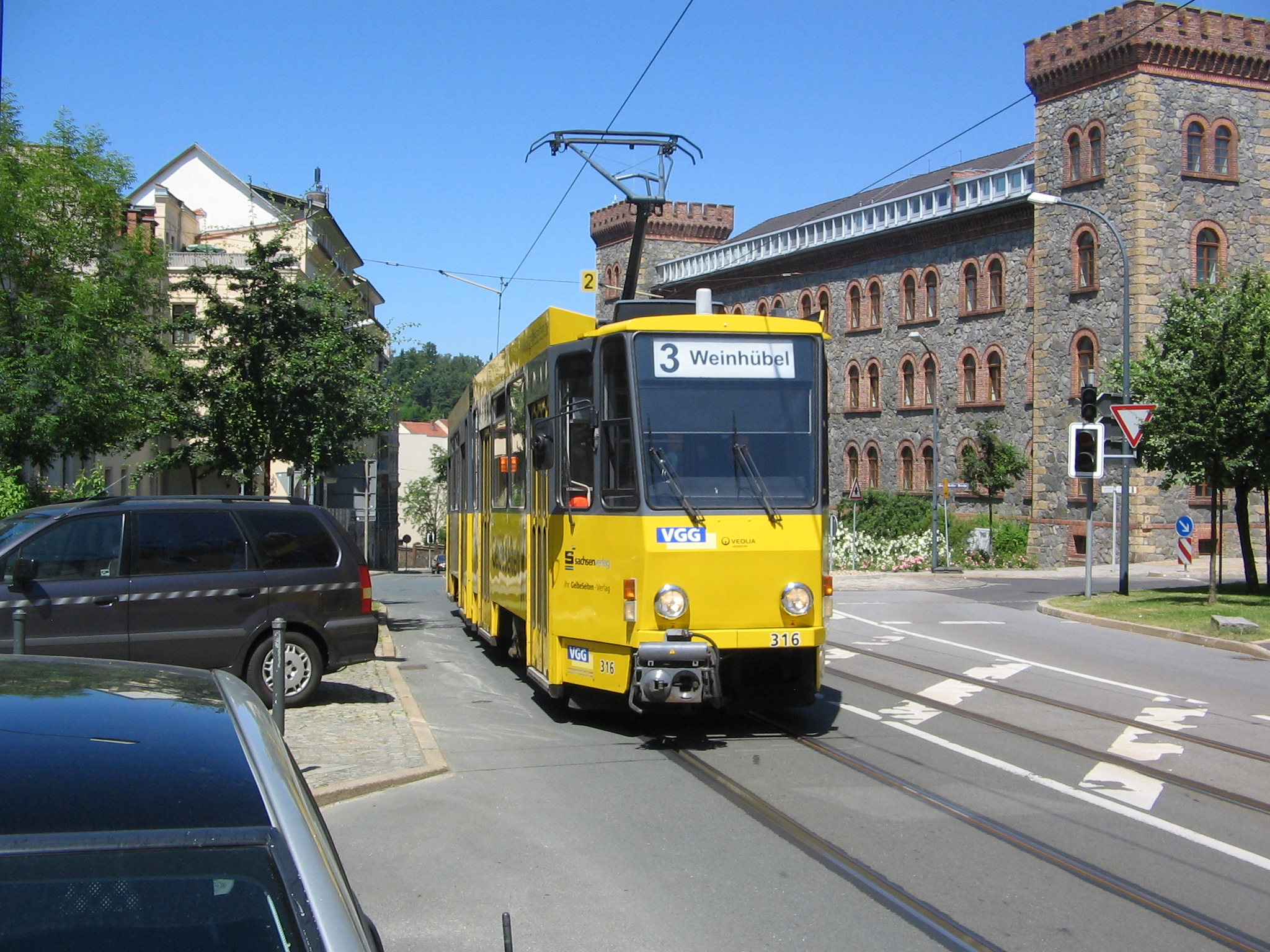
KT4D-Zug 316 an der Jägerkaserne am Grünen Graben

Der Streckenabschnitt zwischen Heilige-Grab-Straße und Jägerkaserne existiert seit 1907. Nach der Einmündung der Neubaustrecke nach Königshufen in die Heilige-Grab-Straße führt die Strecke am Heiligen Grab vorbei zur gleichnamigen Haltestelle. Im weiteren Verlauf biegt die Straßenbahn an der ehemaligen Volltuchfabrik, der heutigen Filiale der Agentur für Arbeit, auf den Grünen Graben ein. Die Straße steigt stetig bis zur Jägerkaserne an, wo die Straßenbahn einen Kreisverkehrsplatz quert. Eine Lichtsignalanlage an der Einmündung Pontestraße sowie eine am Kreisverkehr gewährt der Straßenbahn die Vorfahrt. Südlich des Kreisverkehrs befindet sich die Haltestelle Jägerkaserne. Der Abschnitt zwischen Jägerkaserne und Kaisertrutz existiert seit der Eröffnung der Pferdebahn. Am Kaisertrutz bog die einstige Strecke jedoch auf den Obermarkt ab. Mit der Eröffnung der Ringbahnlinie querte diese den Grünen Graben vom Obermarkt kommend nördlich um den Kaisertrutz und weiter zur Bautzener Straße. Seit der Eröffnung der Bahnlinie zum Klinikum 1907 verkehrte die Straßenbahn weiter auf der heutigen Strecke zwischen Kaisertrutz und Demianiplatz vorbei an der Annenschule und an der Rückseite des Theaters.
Nachdem die Straßenbahn das Theater passiert hat, biegt sie in Richtung Südosten auf den Demianiplatz vor dem historischen Warenhaus Görlitz ein. Hier befindet sich die zentrale Umsteigehaltestelle Demianiplatz. Am Demianiplatz mündete bis 1986 auch die Straßenbahnlinie aus Rauschwalde ein. Sie verlief parallel zur Längsseite des Theaters und bog dann in die Bautzener Straße ein.
Um auf den nur wenige Meter südlichen Postplatz zu gelangen, vollführt die Straßenbahnstrecke einen Bogen vorbei an der Frauenkirche. Die Bebauung zwischen Demianiplatz und Postplatz, darunter der langgestreckte Jugendstilbau des einstigen Hotel Victoria verhinderten eine direkte Linienführung. Am Platz zwischen Frauenkirche und Postamt, dem sogenannten Posteck, existiert noch ein Gleisdreieck. Es dient heute nur noch Wendefahrten im Baustellenverkehr bzw. Sonderfahrten. Es ist der Rest der Abzweigung der Straßenbahnstrecke nach Moys bzw. seit 1945 nur noch bis zur Stadthalle.
Die Straßenbahn umfährt auf der Nordseite das Rasenrondell des Postplatzes auf einem kurzen separaten Gleiskörper und wechselt ihre Fahrtrichtung erneut in Richtung Süden auf die, heute als Fußgängerzone genutzte, Berliner Straße. Auf der Berliner Straße befindet sich vor der Sparkasse die Haltestelle Postplatz und südlich der Kreuzung Berliner Straße/Hospitalstraße die Haltestelle Hospitalstraße. Am südlichen Ende der Berliner Straße erreicht die Straßenbahn den Bahnhof und biegt wiederum Richtung Osten auf einen kurzen separaten Gleiskörper direkt vor dem Bahnhof parallel zur Bahnhofstraße. Hier liegt auch die Haltestelle Bahnhof. Vor dem Bahnhof mündete einst auch die Ringbahn von der Bahnhofstraße kommend ein. Sie verlief weiter entlang der Bahnhofstraße bis zum Blockhaus. Die Straßenbahnlinien nach Weinhübel und zur Landeskrone verlassen in Höhe des Kreisverkehrs den eigenen Bahnkörper und unterqueren durch den sogenannten Jakobstunnel die Bahnstrecken in Richtung Hagenwerder und nach Polen. Südlich der Unterquerung schwenkt die Bahnstrecke wieder in Richtung Westen, wo sich auf Bahnhofsniveau vor der Bahnhofsmission die beiden südlichen Streckenäste trennen. Die Streckenäste sind durch ein Verbindungsgleis verknüpft, das direkte Fahrten aus Richtung Landeskrone in Richtung Tierpark, zum Betriebshof und Weinhübel ermöglicht. Bei Fahrten in der Gegenrichtung müssen die Bahnen kurzzeitig über die vorhandenen einfachen Gleiswechsel auf das Gegengleis wechseln.

#### Bahnhof/Südausgang – Biesnitz/Landeskrone

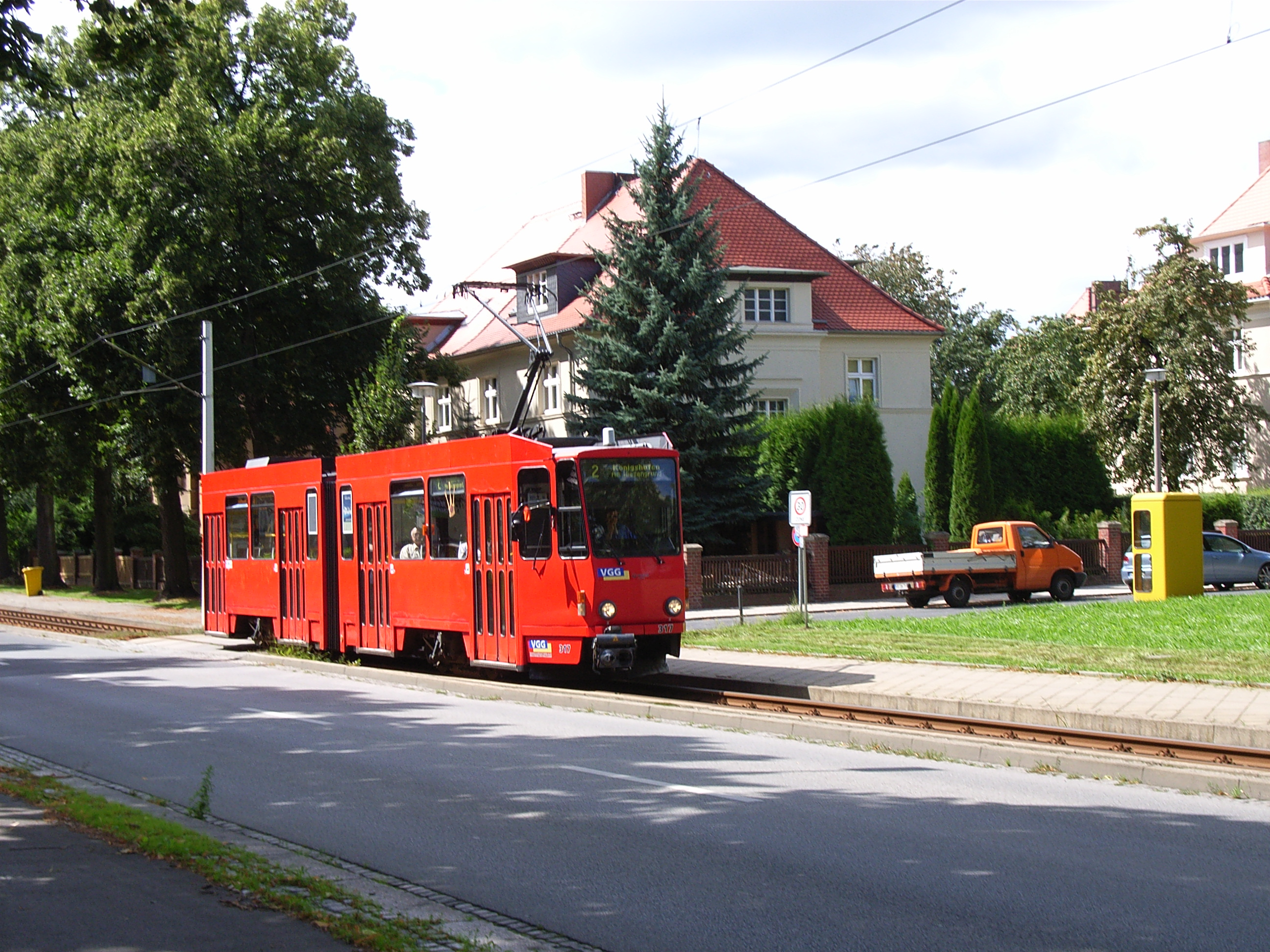
Wagen der Linie 2 in Richtung Königshufen an der Biesnitzer Straße in Höhe der Einmündung Pestalozzistraße

Nach dem spitzwinkligen Abzweig am Südausgang des Bahnhofs erreicht die Straßenbahn die Haltestelle Bahnhof/Südausgang. Die Haltestelle verknüpft im Spätverkehr die beiden Linien 1 und N. Die Straßenbahnstrecke Richtung Landeskrone führt weiter über die Kunnerwitzer Straße und quer über den Sechsstädteplatz. An der Südwestseite dieses Platzes quert die Straßenbahn die Kamenzer Straße und führt dann auf separatem Gleiskörper auf der Nordseite des Straßenzuges Biesnitzer Straße – Promenadenstraße entlang bis zum Fuß der Landeskrone. Bevor die Bahn die Lutherstraße quert, erreicht sie die stadtauswärtige Haltestelle Lutherstraße, der zweigleisige Abschnitt endet hier. Westlich der Lutherstraße befindet sich die stadteinwärtige Haltestelle. Im weiteren Verlauf kreuzt die Straßenbahn die Reichertstraße, den August-Bebel-Platz und die Büchtemannstraße. Westlich der Büchtemannstraße befindet sich die gleichnamige Haltestelle. An der Haltestelle befindet sich auch eine Ausweiche. In der Regel begegnen sich hier die stadtaus- und stadteinwärtige Tram in der Hauptverkehrszeit. Vorbei am Jüdischen Friedhof kreuzt die Straßenbahnstrecke Pestalozzi- und Fröbelstraße. Hinter der Fröbelstraße beginnt der Stadtteil Biesnitz und der Anstieg zum Fuß der Landeskrone. Die parallel führende Straße wechselt ihren Namen in Promenadenstraße. An der Kreuzung Promenadenstraße/Johann-Sebastian-Bach-Straße liegt die Haltestelle Johann-Sebastian-Bach-Straße. Zwischen den nächsten beiden Straßenquerungen Wiesenweg und Geschwister-Scholl-Straße befindet sich die stadtauswärtige Haltestelle Geschwister-Scholl-Straße. Auch an dieser Haltestelle befindet sich eine Ausweiche. Westlich der Geschwister-Scholl-Straße liegt die stadteinwärtige Haltestelle im eingleisigen Bereich.
Nachdem der Querung der Friesenstraße passiert die Bahn die Hohenzollernburg auf rechter Seite. Sie wird als Probestätte der Neuen Lausitzer Philharmonie genutzt. Westlich der Hohenzollernburg befindet sich die Haltestelle Grundstraße. Hinter der Haltestelle quert sie die gleichnamige Straße. Auf dem Weg bis zur Endhaltestelle Biesnitz/Landeskrone am Fuß des Görlitzer Hausbergs kreuzt die Bahn die Königshainer Straße, den Holunder- und den Fliederweg. An der Endhaltestelle befindet sich ein Gleisdreieck, das den Straßenbahnfahrzeugen das Wenden ermöglicht. Die Tram fährt hierzu vorwärts in den Gleisbogen und die anschließende Gerade in Richtung Norden ein. Anschließend wird die zuletzt überfahrene Weiche umgestellt und der Wagen setzt zurück. Beim Zurücksetzen fährt die Tram bis zum Beginn der Schlaurother Straße ein; die Einfahrt in die Schlaurother Straße ist mit einer Lichtsignalanlage gesichert. Auch dieses Mal wird die zuletzt überfahrene Weiche umgestellt und der Wagen fährt vorwärts bis zur Einstieghaltestelle in Richtung Stadtzentrum.

#### Bahnhof/Südausgang – Weinhübel

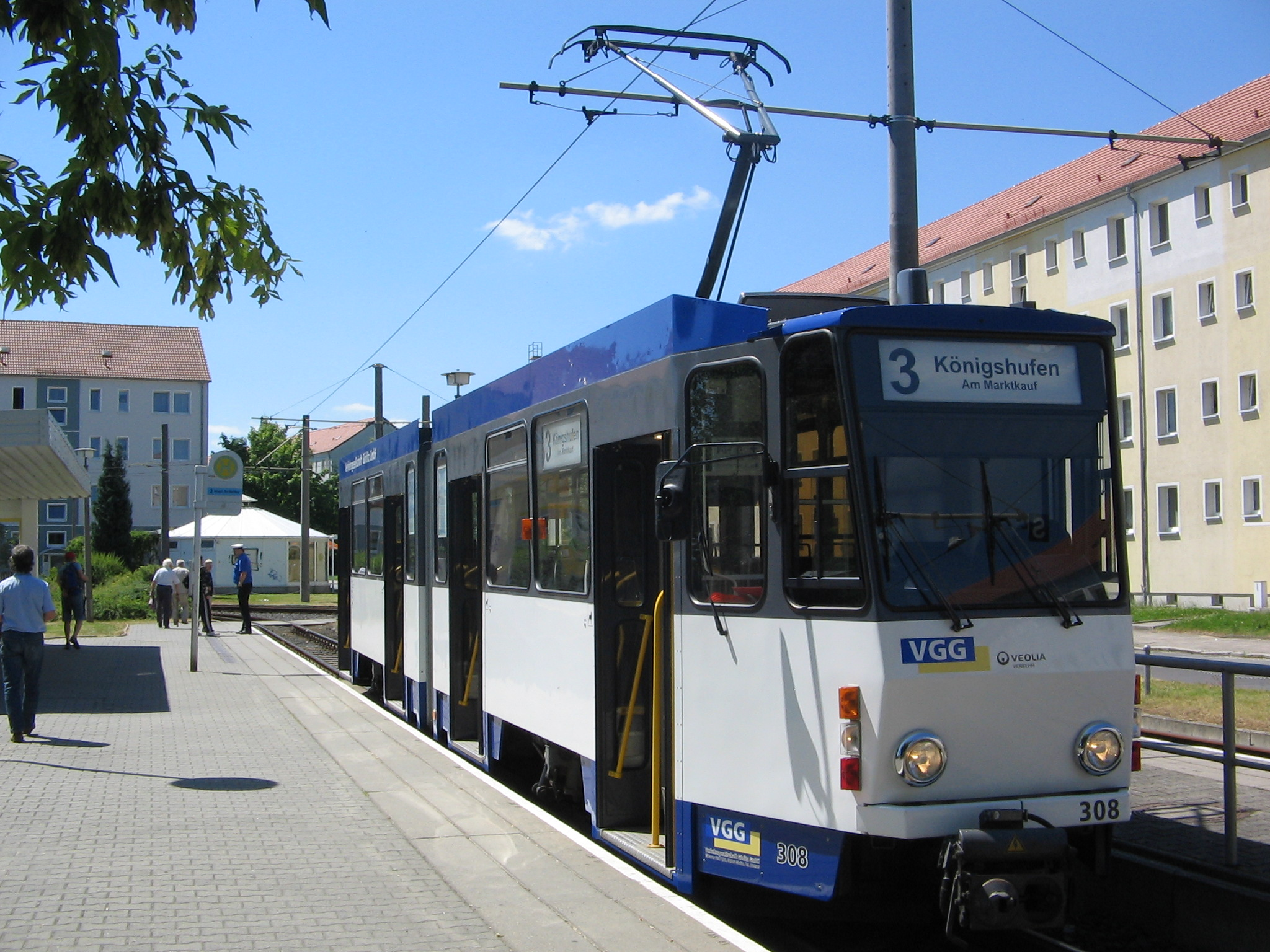
Tatra-Wagen 308 an der Endhaltestelle Weinhübel

Die Straßenbahn nach Weinhübel führt vom Abzweig am Bahnhof/Südausgang weiter in Richtung Süden den Anstieg hinauf parallel zur St.-Jakobus-Kathedrale. Die Haltestelle Bahnhof/Südausgang befindet sich vor dem Zugang zur Kirche. Am Ende des Anstiegs an der Jakobuskirche biegt die Straßenbahnstrecke auf die Zittauer Straße ein und verläuft nun in südlicher Richtung in Straßenmitte bis zum Weinberghang. Südlich der Kreuzung Biesnitzer Straße und der Einmündung der Fischerstraße folgt die Haltestelle Tierpark vor dem städtischen Naturschutztierpark. Südlich des Tierparks befindet sich östlich der Zittauer Straße der Straßenbahnbetriebshof mit der Wagenabstellhalle. Die Haltestelle vor dem Betriebshof wird nur in Bedarfsfällen bedient.
Am Rand der Südstadt erreicht die Bahn die Einmündung der Goethestraße auf die Zittauer Straße. Hier befindet sich stadtauswärts der Bahnsteig in der Straßenmitte. Die stadteinwärtige Haltestelle befindet sich auf derselben Höhe, jedoch ohne Bahnsteig. Auf dem Platz östlich der Zittauer Straße dient eine Wendeschleife nur noch betriebsbedingtem Wenden. Bis zur Inbetriebnahme des Neubauabschnittes nach Weinhübel wendeten hier die Wagen aus Richtung Stadtzentrum. Nachdem die Straßenbahn die Haltestelle Goethestraße verlassen hat, erreicht sie nach wenigen Metern den Weinberg. Bevor der zweigleisige Abschnitt endet, überquert die Bahn die Eisenbahnstrecke nach Hagenwerder, die die Straße in einem tiefen Taleinschnitt unterquert.
Den Weinberg hinab führt die eingleisige Strecke auf einem separaten Gleiskörper. Am Fuß des Weinbergs biegt die Straßenbahn in das Neubauviertel ab, quert dabei die stadtauswärtigen Fahrbahnen der Bundesstraße 99 und erreicht die Haltestelle Erich-Weinert-Straße. Bis zur Einstellung der alten Strecke nach Weinhübel verkehrten die Fahrzeuge weiter auf der Westseite der Zittauer Straße. Im weiteren Verlauf kreuzt die Straßenbahn die Julius-Motteler- und Erich-Weinert-Straße. Südlich der Erich-Weinert-Straße liegt die Haltestelle Weinhübel Mitte. Die Haltestelle an der ehemaligen Ladenstraße besitzt eine Ausweichstelle. Nachdem sich die beiden Gleise der Ausweichstelle wieder vereinigt haben, quert die Strecke die Friedrich-Engels-Straße am Kaufland. Die Strecke führt nun vorbei an der Eigenheimsiedlung an der Paul-Linke-Straße. Die Straße führte bis zum Bau der Neubautrasse bis zur Zittauer Straße. Ein Übergang wurde nach Bau der Trasse nicht realisiert. Der Straßenabschnitt östlich der Straßenbahnstrecke heißt seit dem Zur Kernschmiede. Die Straßenbahn führt nun vorbei an der Grundschule Weinhübel und erreicht darauf die Leschwitzer Straße. Auf der Fläche zwischen der Leschwitzer Straße, Stauffenbergstraße sowie der Erich-Oppenheimer-Straße befindet sich die Wendeschleife mit der zweigleisigen Endhaltestelle Weinhübel. Inmitten der Wendeschleife sind Parkflächen. Die Straßenquerungen der stadtauswärtigen Fahrbahnen Zittauer Straße, der Friedrich-Engels-Straße und der Leschwitzer Straße besitzen jeweils eine Lichtsignalanlage mit Vorrangschaltung für die Tram.

## Ehemalige Strecken

### Postplatz – Stadthalle – Moys
Die Strecke führte bis 1966 von der Post über die Schützenstraße und bog an der Kreuzung Mühlweg/Bismarckstraße in den Mühlweg ein. In der Nähe der Einmündung der Moltkestraße (heute: James-von-Moltke-Straße) befand sich die gleichnamige Haltestelle. Weiter östlich befand sich die Haltestelle Mühlweg. Die Straßenbahn folgte dem Mühlweg weiter bis zum Otto-Müller-Park (heute: Park des Friedens). Den Park tangierte die Bahn an der nördlichen Schmidtstraße (heute: Louis-Braille-Straße), an deren Ende sich die Haltestelle Brückenstraße befand.

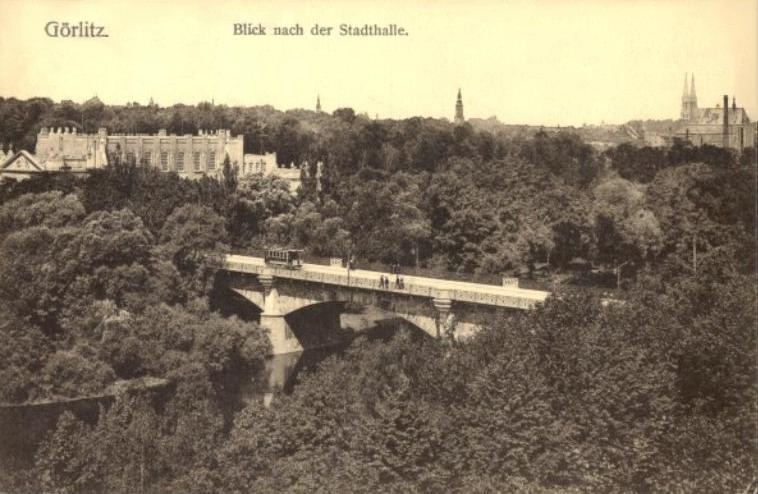
Ein Straßenbahnwagen überquert die Reichenberger Brücke (um 1900)

Die Straßenbahnstrecke schwenkte nun in Richtung Stadthalle um und überquerte die Lausitzer Neiße über die Reichenberger Brücke. In der Nähe der Stadthalle existierte ebenfalls eine Haltestelle für Besucher kultureller, politischer oder Sportveranstaltungen. Nach dem Kriegsende 1945 endete die Strecke an der Stadthalle. Die Kuppelendstelle befand sich an der Furtstraße.
Nachdem die Straßenbahn die Neiße überquert hatte, hielt sie an der Station Viktoriastraße und folgte dann der Reichenberger Straße (heute: ulica Marszałka Józefa Piłsudskiego) bis zur Kreuzung mit der Prager Straße. Zur Niederschlesischen Gewerbeausstellung 1905 wurde an der Viktoriastraße (heute: ulica Wolności) eine abzweigende Straßenbahnstrecke zum Ausstellungsgelände an der Oberlausitzer Ruhmeshalle gebaut. An der Kreuzung der Reichenberger mit der Prager Straße wechselte die Bahn ihre Fahrtrichtung allmählich in Richtung Süden. An der Prager Straße bediente die Tram die Haltestelle Stadt Prag vor der gleichnamigen Gastwirtschaft. Bis zur Erweiterung des Liniennetzes im Jahr 1900 bis in den damaligen Vorort Moys endeten hier die Straßenbahnzüge der Linie III vom Kreisbahnhof an der Rauschwalder Straße kommend.
Nach der Netzerweiterung in Richtung Moys führte die Strecke weiter über die Schenkendorffstraße (heute: Ulica Warszawska) in Richtung Süden. Die nächste Haltestelle befand sich am Cafe Sanssouci (Schenkendorffstraße 27) und war auch nach der Gaststätte benannt. Die darauffolgenden Haltestellen waren Schenkendorffplatz und Schenkendorffstraße. Die Bahnlinie unterquerte nun auch die Bahnstrecke nach Kohlfurt und anschließend die Schlesische Gebirgsbahn. Die Bahn hatte den Stadtteil Moys erreicht und führte nun über entlang der Seidenberger Straße (heute: Ulica Łużycka). In Moys befand sich der erste Halt in Höhe des Gasthauses Stadt Görlitz (Seidenberger Straße 16). Auch hier war die Haltestelle nach dem Lokal benannt, das sich in etwa gegenüber der Einmündung der Moyser Straße (heute: Ulica Krzysztofa Kamila Baczyńskiego) befand. Nach der Haltestelle begann der eingleisige Abschnitt. Auf dem eingleisigen Abschnitt befand sich lediglich die Haltestelle An der Winterfeldstraße und die Endstation Moys – Am Rothwasser nördlich der Brücke über das Rothwasser. Hier existierte eine Ausweiche, über die der Triebwagen umrangiert werden konnte.

### Demianiplatz – Rauschwalde
Die Strecke nach Rauschwalde begann an der Ostseite des Theaters am Demianiplatz und führte vorbei am Theater bis zur Kreuzung Bautzner Straße. Hier bog die Tram in westliche Richtung auf die Bautzner Straße ein. Die Strecke folgte der Straße bis zur Einmündung der Landeskronstraße. Auf Höhe des Lutherplatzes befand sich an der Landeskronstraße eine Haltestelle. Nun verlief die Strecke weiter bis zum Brautwiesenplatz. Inmitten des Rasenrondells des Platzes lag die gleichnamige Haltestelle Brautwiesenplatz. Weiter über die Brautwiesenstraße verlief die Strecke bis zur Rauschwalder Straße. Hier befand sich in Nähe des Konsumvereins im Norden bzw. der Laderampen der Eisenbahn im Süden die Haltestelle Rauschwalder Straße.
Kurz nach der Eisenbahnunterführung unterhalb der Bahnstrecke nach Berlin und Dresden sowie der Güterstrecke zum Rangierbahnhof Schlauroth wurde die Straßenbahnstrecke eingleisig und führte nun auf der linken Straßenseite westwärts entlang der Reichenbacher Straße. In Höhe der ehemaligen Ziegelei-Maschinenfabrik Roscher befand sich die Haltestelle Intertank, benannt nach der Tankstelle gegenüber, die heute von einem Motorradclub genutzt wird. Der nächste Halt lag an der Einmündung der Rosa-Luxemburg-Straße, nach der die Haltestelle auch benannt war. Hier befand sich einst die Eisenbahnsignal-Bauanstalt Müller & May. Der nächste Halt war in Höhe des Tanzlokals Zwei Linden. Sie wurde einige Zeit vor der Stilllegung als Kuppelendstelle genutzt. Zuvor befand sich diese in Höhe der heutigen Tankstelle an der langjährigen Endhaltestelle Rauschwalde.

### Heilige-Grab-Straße – Virchowstraße/Klinikum
Rund 100 Jahre (1907–2004) verkehrte die Straßenbahn zwischen dem Heiligen Grab und dem Krankenhaus. Die Strecke führte zweigleisig vom Heiligen Grab weiter über die Heilige-Grab-Straße. An der Friedhofstraße zweigte seit Mitte der 1980er Jahre die Neubaustrecke in das Neubaugebiet Königshufen ab. Der erste Halt war die Haltestelle Kummerau. Sie befand sich in Höhe der Jahnturnhalle. Westlich der Haltestelle auf Höhe der Einmündung zu den Plattenbauten wurde die Strecke eingleisig. Vor der Querung der Straßenkreuzung mit der Zeppelinstraße bzw. der Nieskyer Straße lag die Haltestelle Zeppelinstraße. Die eingleisige Strecke führte nach der Ampelkreuzung die Girbigsdorfer Straße hinauf bis zum Haupteingang des Klinikums. Hier befand sich bis in die 1960er Jahre die Kuppelendstelle. Im Oktober 1964 wurde die westliche Wendeschleife an der Virchowstraße in Betrieb genommen. Die Wendeschleife befindet sich nördlich der Girbigsdorfer Straße zwischen Liebigstraße und Virchowstraße. Am westlichsten der drei Gleise befand sich der Bahnsteig der Endhaltestelle Virchowstraße. Es existierte ein weiteres Durchfahrts- und ein Abstellgleis. Die Gleisanlagen der Strecke sind 2012 bis auf die Wendeschleife abgebaut.

## Fahrzeuge
Die GVB besitzt aktuell für den Linienverkehr 14 Fahrzeuge des Typs Tatra KT4D-C. Da acht Fahrzeuge des Typs NGTG sowie ein zusätzliches Fahrzeug mit Wasserstoffantrieb bestellt sind, werden die Tatra-Fahrzeuge voraussichtlich 2025/26 komplett ersetzt werden können.
| Bild | Wagennummer (seit 2019) | Baujahr | Überführung aus                                                  | Hersteller               | Typ             |
| ---- | ----------------------- | ------- | ---------------------------------------------------------------- | ------------------------ | --------------- |
|      | 9                       | 1882    |                                                                  | Herbrand                 | Pferdebahnwagen |
|      | 23                      | 1928    |                                                                  | WUMAG Görlitz            | T 26/28         |
|      | 29                      | 1897    | Bromberg (1905 nach Görlitz) (1971 Nachbau aus Arbeitswagen 103) | Steinfurt/AEG Königsberg |                 |
|      | 2301                    | 1983    |                                                                  | ČKD Tatra                | KT4D-C          |
|      | 2302                    | 1987    |                                                                  | ČKD Tatra                | KT4D-C          |
|      | 2305                    | 1987    |                                                                  | ČKD Tatra                | KT4D-C          |
|      | 2306                    | 1987    |                                                                  | ČKD Tatra                | KT4D-C          |
|      | 2308                    | 1990    |                                                                  | ČKD Tatra                | KT4D-C          |
|      | 2309                    | 1990    |                                                                  | ČKD Tatra                | KT4D-C          |
|      | 2310                    | 1990    |                                                                  | ČKD Tatra                | KT4D-C          |
|      | 2311                    | 1990    |                                                                  | ČKD Tatra                | KT4D-C          |
|      | 2312                    | 1988    | Erfurt (1992 nach Görlitz)                                       | ČKD Tatra                | KT4D-C          |
|      | 2313                    | 1988    | Erfurt (1992 nach Görlitz)                                       | ČKD Tatra                | KT4D-C          |
|      | 2314                    | 1988    | Erfurt (1992 nach Görlitz)                                       | ČKD Tatra                | KT4D-C          |
|      | 2316                    | 1988    | Erfurt (1992 nach Görlitz)                                       | ČKD Tatra                | KT4D-C          |
|      | 2317                    | 1979    | Cottbus (1998 nach Görlitz)                                      | ČKD Tatra                | KT4D-C          |
|      | 2319                    | 1979    | Cottbus (1998 nach Görlitz)                                      | ČKD Tatra                | KT4D-C          |
|      | 322 Hopfenexpress       | 1971    | Mannheim (1995 nach Görlitz)                                     | DUEWAG                   | GT6             |

Die Tatra-Gelenkzüge 304 und 307 wurden 2010 verschrottet. Der Triebwagen 303 wurde 2019 ausgemustert und verschrottet. Der Triebwagen 318 diente als Ersatzteilspender und wurde im Juni 2023 verschrottet. Die übrigen Tatra-Fahrzeuge wurden ab 2016 mit einem Fahrerstandsklimagerät ausgerüstet.
Die Leipziger Verkehrsbetriebe haben am 11. Juni 2019 eine Absichtserklärung mit den Görlitzer Verkehrsbetrieben zur gemeinsamen Beschaffung von neuen Straßenbahnen unterzeichnet. Noch 2019 sollte eine europaweite Ausschreibung innovativer Fahrzeuge starten, mit der man insbesondere auch die Möglichkeiten des automatisierten Fahrens ausloten will. Die ersten neuen Straßenbahnen des neuen Typs sollen ab Mitte der 2020er-Jahre in Leipzig und Görlitz eingesetzt werden. Auch die Städtischen Verkehrsbetriebe Zwickau schlossen sich schließlich dem Projekt an, das den Namen Sächsische Plattform erhielt.
Am 15. Dezember 2021 wurde ein Vertrag zwischen den Verkehrsbetrieben Görlitz, Leipzig und Zwickau als Auftraggeber sowie der LEIWAG – einem Konsortium der beiden Unternehmen HeiterBlick und Kiepe Electric – als Auftragnehmer geschlossen. Weiteres Vorgehen ist der Produktionsbeginn im Jahr 2023 und ein Probebetrieb neuer Fahrzeuge in Görlitz ab 2024. Die acht neuen 3-teiligen Einrichtungsfahrzeuge sind 29,94 m lang, 2,3 m breit und verfügen über einen Niederfluranteil von 70 %. Sie bieten eine Gesamtkapazität von 176 Fahrgästen, davon 60 Sitzplätze sowie 116 Stehplätze (bei 4 Personen/m²). Die Fahrzeuge besitzen in jedem Wagenteil (vorderer Wagenteil, Sänfte, hinterer Wagenteil) über eine breite doppelflügelige Tür. Zusätzlich sind im vorderen und hinteren Wagenteil jeweils am Ende noch einflügelige Türen vorgesehen. Die Straßenbahn verfügt mit ihren 3 Triebdrehgestellen und einem Laufdrehgestell über eine Antriebsleistung von 510 kW und besitzt eine Höchstgeschwindigkeit von 70 km/h. Im Februar 2024 wurde gemeldet, dass zusätzlich von HeiterBlick ein weiteres Fahrzeug mit Wasserstoffantrieb gebaut und ab 2026 eingesetzt werden soll.

## Güter- und Postbeförderung
Die Verkehrsbetriebe übernahmen zeitweise besondere Aufgaben. So transportierte die Straßenbahn nach dem Ersten Weltkrieg auch Güter. In den 1950er Jahren wiederum beförderte sie Postbeutel vom zentralen Postamt 1 am Bahnhof zu den anderen Zweigpostämtern in Biesnitz, Rauschwalde und Weinhübel. Hierzu übergab ein Bediensteter des Postamtes 1 zu bestimmten Zeiten Postsäcke und einen Kastenschlüssel an den jeweiligen Bahnfahrer, der die Post bis zum nächstgelegenen Mast der Zweigpoststelle brachte. An diesen Masten waren Kästen angebracht, in die die Postbeutel nach dem Öffnen mit dementsprechend mitgegebenen Schlüssel eingelegt werden konnten. Ein Bediensteter des Zweigpostamtes öffnete danach mit einem Zweitschlüssel die Kästen und entnahm die Beutel. Es ist nicht bekannt, wie lange dieses Verfahren angewandt wurde.